# 品川区
品川区（しながわく）は、東京都の区部南部に位置する特別区。

## 概要
1947年に、旧品川区と旧荏原区が合併して発足した。新しい区名は、「大井区」「東海区」「城南区」「八ツ山区」「港区」などの候補があったが、旧品川区が踏襲された。同時期に東京都内に誕生した特別区の中で唯一、これまでの区名が新たな区名に採用された。区名は東海道の宿場町である品川宿が由来。品川宿は東海道の1つ目の宿場である。
ターミナル駅・ビジネス街として有名な品川駅は、港区高輪及び港南に所在しており、品川区内ではない（一方で、目黒駅は目黒区ではなく、品川区に所在する）。東京湾に面する臨海部の埋立地は品川コンテナ埠頭（東京港）や東京貨物ターミナル駅が位置しており、大規模な産業用地が広がっている。山手線の大崎駅・五反田駅周辺（大崎副都心）や東品川（天王洲アイル・品川シーサイド）は、再開発によりオフィスビルが立ち並ぶビジネス街へと発展した。五反田は歓楽街かつITベンチャーやスタートアップ企業の街としての性格をもつ。また、区の中央部に位置する大井町駅は3社3路線が乗り入れる交通の結節点であり、駅前には大規模商業施設が複数立地する。
基本的に区域のほとんどは、住宅街で構成されている。御殿山など城南五山と呼ばれている地域は、山手の高級住宅街である。また、戸越銀座商店街で知られる戸越など、庶民的な住宅地も多い。

## 地理

### 位置
東京都区部では南寄りにあり、西は山の手台地、東は東京湾に面する。区域は東海道の旧品川宿を含む。

### 地形
台地と低地があり、東部は東京湾（東京港）に面する埋立地である。
台地は、目黒川の北に芝白金台、目黒川と立会川の間に目黒台、立会川の南には荏原台がある。どれも武蔵野台地の末端である。
低地は、品川地域や大井地域および川沿いに広がっている。
また、飛び地状の孤立した位置関係に東八潮が存在し、東京港トンネルにて接続している。

#### 河川
主な川
- 目黒川
- 立会川

主な運河
- 京浜運河
- 天王洲運河
- 天王洲南運河
- 勝島運河
- 勝島南運河

### 隣接自治体
北は港区と渋谷区に区境を接する。西は目黒区、南は大田区で、東は港区、江東区と接する。

### 地域
『東京23区生活実感ランキング2006』（2006年9月、HOME'Sリサーチ）で東京23区の中で各区住民による総合満足度ナンバーワンに選ばれた。

#### 地区
区内は旧町の地域をもとにした5つの地区に分けられる。
- 品川地区 - もと品川宿、天王洲・東品川の埋立地。
- 大崎地区 - もと大崎町。大崎駅 - 五反田駅 - 目黒駅一帯。
- 荏原地区 - もと荏原町。下神明駅 - 中延駅 - 旗の台駅一帯。
- 大井地区 - もと大井町。大井町駅 - 西大井駅 - 大森駅一帯。
- 八潮地区 - 埋立地

#### 地名
- 荏原
- 大井
- 大崎
- 勝島
- 上大崎

- 北品川
- 小山
- 小山台
- 戸越
- 中延

- 西大井
- 西五反田
- 西品川
- 西中延
- 旗の台

- 東大井
- 東五反田
- 東品川
- 東中延
- 東八潮

- 平塚
- 広町
- 二葉
- 南大井
- 南品川

- 八潮
- 豊町

#### 町名
品川区では、全域で住居表示に関する法律に基づく住居表示が実施されている。

##### 品川区役所管内
| 町名           | 町区新設年月日 | 住居表示実施年月日 | 住居表示実施直前町名 | 備考 |
| -------------- | -------------- | ------------------ | --- | ---- |
| 荏原一丁目     | 1965年9月1日   | 1965年9月1日       | 荏原1〜7（全）、平塚1〜5、西大崎2                                                                                             |      |
| 荏原二丁目     | 1965年9月1日   | 1965年9月1日       | 荏原1〜7（全）、平塚1〜5、西大崎2                                                                                             |      |
| 荏原三丁目     | 1965年9月1日   | 1965年9月1日       | 荏原1〜7（全）、平塚1〜5、西大崎2                                                                                             |      |
| 荏原四丁目     | 1965年9月1日   | 1965年9月1日       | 荏原1〜7（全）、平塚1〜5、西大崎2                                                                                             |      |
| 荏原五丁目     | 1965年9月1日   | 1965年9月1日       | 荏原1〜7（全）、平塚1〜5、西大崎2                                                                                             |      |
| 荏原六丁目     | 1965年9月1日   | 1965年9月1日       | 荏原1〜7（全）、平塚1〜5、西大崎2                                                                                             |      |
| 荏原七丁目     | 1965年9月1日   | 1965年9月1日       | 荏原1〜7（全）、平塚1〜5、西大崎2                                                                                             |      |
| 大井一丁目     | 1964年9月15日  | 1964年9月15日      | 大井鎧町、大井山中町、大井倉田町、大井鹿島町、大井滝王子町、大井庚塚町（以上全）、大井権現町、大井森下町、大井出石町、二葉町1 |      |
| 大井二丁目     | 1964年9月15日  | 1964年9月15日      | 大井鎧町、大井山中町、大井倉田町、大井鹿島町、大井滝王子町、大井庚塚町（以上全）、大井権現町、大井森下町、大井出石町、二葉町1 |      |
| 大井三丁目     | 1964年9月15日  | 1964年9月15日      | 大井鎧町、大井山中町、大井倉田町、大井鹿島町、大井滝王子町、大井庚塚町（以上全）、大井権現町、大井森下町、大井出石町、二葉町1 |      |
| 大井四丁目     | 1964年9月15日  | 1964年9月15日      | 大井鎧町、大井山中町、大井倉田町、大井鹿島町、大井滝王子町、大井庚塚町（以上全）、大井権現町、大井森下町、大井出石町、二葉町1 |      |
| 大井五丁目     | 1964年9月15日  | 1964年9月15日      | 大井鎧町、大井山中町、大井倉田町、大井鹿島町、大井滝王子町、大井庚塚町（以上全）、大井権現町、大井森下町、大井出石町、二葉町1 |      |
| 大井六丁目     | 1964年9月15日  | 1964年9月15日      | 大井鎧町、大井山中町、大井倉田町、大井鹿島町、大井滝王子町、大井庚塚町（以上全）、大井権現町、大井森下町、大井出石町、二葉町1 |      |
| 大井七丁目     | 1964年9月15日  | 1964年9月15日      | 大井鎧町、大井山中町、大井倉田町、大井鹿島町、大井滝王子町、大井庚塚町（以上全）、大井権現町、大井森下町、大井出石町、二葉町1 |      |
| 大崎一丁目     | 1967年2月1日   | 1967年2月1日       | 東大崎2・3・5（全）、東大崎1・4、西品川1、北品川3、西大崎1                                                                    |      |
| 大崎二丁目     | 1967年2月1日   | 1967年2月1日       | 東大崎2・3・5（全）、東大崎1・4、西品川1、北品川3、西大崎1                                                                    |      |
| 大崎三丁目     | 1967年2月1日   | 1967年2月1日       | 東大崎2・3・5（全）、東大崎1・4、西品川1、北品川3、西大崎1                                                                    |      |
| 大崎四丁目     | 1967年2月1日   | 1967年2月1日       | 東大崎2・3・5（全）、東大崎1・4、西品川1、北品川3、西大崎1                                                                    |      |
| 大崎五丁目     | 1967年2月1日   | 1967年2月1日       | 東大崎2・3・5（全）、東大崎1・4、西品川1、北品川3、西大崎1                                                                    |      |
| 勝島一丁目     | 1964年1月1日   | 1964年1月1日       | 勝島町（全）（三丁目は運河埋立地）                                                                                            |      |
| 勝島二丁目     | 1964年1月1日   | 1964年1月1日       | 勝島町（全）（三丁目は運河埋立地）                                                                                            |      |
| 勝島三丁目     | 1982年2月1日   | 1982年2月1日       | 勝島町（全）（三丁目は運河埋立地）                                                                                            |      |
| 上大崎一丁目   | 1967年2月1日   | 1967年2月1日       | 上大崎1〜3・5（全）、上大崎長者丸（全）、上大崎中丸、下大崎2                                                                  |      |
| 上大崎二丁目   | 1967年2月1日   | 1967年2月1日       | 上大崎1〜3・5（全）、上大崎長者丸（全）、上大崎中丸、下大崎2                                                                  |      |
| 上大崎三丁目   | 1967年2月1日   | 1967年2月1日       | 上大崎1〜3・5（全）、上大崎長者丸（全）、上大崎中丸、下大崎2                                                                  |      |
| 上大崎四丁目   | 1967年2月1日   | 1967年2月1日       | 上大崎1〜3・5（全）、上大崎長者丸（全）、上大崎中丸、下大崎2                                                                  |      |
| 北品川一丁目   | 1967年2月1日   | 1967年2月1日       | 北品川1・2・4・6（全）、北品川3・5、南品川1・4、東大崎1                                                                       |      |
| 北品川二丁目   | 1967年2月1日   | 1967年2月1日       | 北品川1・2・4・6（全）、北品川3・5、南品川1・4、東大崎1                                                                       |      |
| 北品川三丁目   | 1967年2月1日   | 1967年2月1日       | 北品川1・2・4・6（全）、北品川3・5、南品川1・4、東大崎1                                                                       |      |
| 北品川四丁目   | 1967年2月1日   | 1967年2月1日       | 北品川1・2・4・6（全）、北品川3・5、南品川1・4、東大崎1                                                                       |      |
| 北品川五丁目   | 1967年2月1日   | 1967年2月1日       | 北品川1・2・4・6（全）、北品川3・5、南品川1・4、東大崎1                                                                       |      |
| 北品川六丁目   | 1967年2月1日   | 1967年2月1日       | 北品川1・2・4・6（全）、北品川3・5、南品川1・4、東大崎1                                                                       |      |
| 小山一丁目     | 1965年9月1日   | 1965年9月1日       | 小山1〜7（全）、西大崎3 |      |
| 小山二丁目     | 1965年9月1日   | 1965年9月1日       | 小山1〜7（全）、西大崎3 |      |
| 小山三丁目     | 1965年9月1日   | 1965年9月1日       | 小山1〜7（全）、西大崎3 |      |
| 小山四丁目     | 1965年9月1日   | 1965年9月1日       | 小山1〜7（全）、西大崎3 |      |
| 小山五丁目     | 1965年9月1日   | 1965年9月1日       | 小山1〜7（全）、西大崎3 |      |
| 小山六丁目     | 1965年9月1日   | 1965年9月1日       | 小山1〜7（全）、西大崎3 |      |
| 小山七丁目     | 1965年9月1日   | 1965年9月1日       | 小山1〜7（全）、西大崎3 |      |
| 小山台一丁目   | 1965年9月1日   | 1965年9月1日       | 小山台1〜2（全）、西大崎4 |      |
| 小山台二丁目   | 1965年9月1日   | 1965年9月1日       | 小山台1〜2（全）、西大崎4 |      |
| 戸越一丁目     | 1965年9月1日   | 1965年9月1日       | 東戸越1〜5（全）、西戸越1・2、東中延1〜3、西品川3                                                                             |      |
| 戸越二丁目     | 1965年9月1日   | 1965年9月1日       | 東戸越1〜5（全）、西戸越1・2、東中延1〜3、西品川3                                                                             |      |
| 戸越三丁目     | 1965年9月1日   | 1965年9月1日       | 東戸越1〜5（全）、西戸越1・2、東中延1〜3、西品川3                                                                             |      |
| 戸越四丁目     | 1965年9月1日   | 1965年9月1日       | 東戸越1〜5（全）、西戸越1・2、東中延1〜3、西品川3                                                                             |      |
| 戸越五丁目     | 1965年9月1日   | 1965年9月1日       | 東戸越1〜5（全）、西戸越1・2、東中延1〜3、西品川3                                                                             |      |
| 戸越六丁目     | 1965年9月1日   | 1965年9月1日       | 東戸越1〜5（全）、西戸越1・2、東中延1〜3、西品川3                                                                             |      |
| 中延一丁目     | 1965年9月1日   | 1965年9月1日       | 中延1〜5（全）、東中延2〜4 |      |
| 中延二丁目     | 1965年9月1日   | 1965年9月1日       | 中延1〜5（全）、東中延2〜4 |      |
| 中延三丁目     | 1965年9月1日   | 1965年9月1日       | 中延1〜5（全）、東中延2〜4 |      |
| 中延四丁目     | 1965年9月1日   | 1965年9月1日       | 中延1〜5（全）、東中延2〜4 |      |
| 中延五丁目     | 1965年9月1日   | 1965年9月1日       | 中延1〜5（全）、東中延2〜4 |      |
| 中延六丁目     | 1965年9月1日   | 1965年9月1日       | 中延1〜5（全）、東中延2〜4 |      |
| 西大井一丁目   | 1964年9月15日  | 1964年9月15日      | 大井森前町、大井原町、大井金子町（以上全）、大井伊藤町、大井出石町、二葉町6、東中延4                                          |      |
| 西大井二丁目   | 1964年9月15日  | 1964年9月15日      | 大井森前町、大井原町、大井金子町（以上全）、大井伊藤町、大井出石町、二葉町6、東中延4                                          |      |
| 西大井三丁目   | 1964年9月15日  | 1964年9月15日      | 大井森前町、大井原町、大井金子町（以上全）、大井伊藤町、大井出石町、二葉町6、東中延4                                          |      |
| 西大井四丁目   | 1964年9月15日  | 1964年9月15日      | 大井森前町、大井原町、大井金子町（以上全）、大井伊藤町、大井出石町、二葉町6、東中延4                                          |      |
| 西大井五丁目   | 1964年9月15日  | 1964年9月15日      | 大井森前町、大井原町、大井金子町（以上全）、大井伊藤町、大井出石町、二葉町6、東中延4                                          |      |
| 西大井六丁目   | 1964年9月15日  | 1964年9月15日      | 大井森前町、大井原町、大井金子町（以上全）、大井伊藤町、大井出石町、二葉町6、東中延4                                          |      |
| 西五反田一丁目 | 1966年9月16日  | 1966年9月16日      | 五反田2・4（全）、大崎本町1〜3（全）、西大崎1〜4、上大崎4、五反田1・3、西大崎1、東大崎4                                       |      |
| 西五反田二丁目 | 1966年9月16日  | 1966年9月16日      | 五反田2・4（全）、大崎本町1〜3（全）、西大崎1〜4、上大崎4、五反田1・3、西大崎1、東大崎4                                       |      |
| 西五反田三丁目 | 1966年9月16日  | 1966年9月16日      | 五反田2・4（全）、大崎本町1〜3（全）、西大崎1〜4、上大崎4、五反田1・3、西大崎1、東大崎4                                       |      |
| 西五反田四丁目 | 1967年2月1日   | 1967年2月1日       | 五反田2・4（全）、大崎本町1〜3（全）、西大崎1〜4、上大崎4、五反田1・3、西大崎1、東大崎4                                       |      |
| 西五反田五丁目 | 1967年2月1日   | 1967年2月1日       | 五反田2・4（全）、大崎本町1〜3（全）、西大崎1〜4、上大崎4、五反田1・3、西大崎1、東大崎4                                       |      |
| 西五反田六丁目 | 1967年2月1日   | 1967年2月1日       | 五反田2・4（全）、大崎本町1〜3（全）、西大崎1〜4、上大崎4、五反田1・3、西大崎1、東大崎4                                       |      |
| 西五反田七丁目 | 1967年2月1日   | 1967年2月1日       | 五反田2・4（全）、大崎本町1〜3（全）、西大崎1〜4、上大崎4、五反田1・3、西大崎1、東大崎4                                       |      |
| 西五反田八丁目 | 1967年2月1日   | 1967年2月1日       | 五反田2・4（全）、大崎本町1〜3（全）、西大崎1〜4、上大崎4、五反田1・3、西大崎1、東大崎4                                       |      |
| 西品川一丁目   | 1964年9月15日  |                    | 西品川5（全）、西品川1〜4、南品川6、豊町1・2                                                                                  |      |
| 西品川二丁目   | 1967年2月1日   | 1967年2月1日       | 西品川5（全）、西品川1〜4、南品川6、豊町1・2                                                                                  |      |
| 西品川三丁目   | 1967年2月1日   | 1967年2月1日       | 西品川5（全）、西品川1〜4、南品川6、豊町1・2                                                                                  |      |
| 西中延一丁目   | 1965年9月1日   | 1965年9月1日       | 西中延1・2（全）、平塚4〜6 |      |
| 西中延二丁目   | 1965年9月1日   | 1965年9月1日       | 西中延1・2（全）、平塚4〜6 |      |
| 西中延三丁目   | 1965年9月1日   | 1965年9月1日       | 西中延1・2（全）、平塚4〜6 |      |
| 旗の台一丁目   | 1965年9月1日   | 1965年9月1日       | 西中延3〜5（全）、小山8（全）、平塚6（全）、平塚7・8                                                                          |      |
| 旗の台二丁目   | 1965年9月1日   | 1965年9月1日       | 西中延3〜5（全）、小山8（全）、平塚6（全）、平塚7・8                                                                          |      |
| 旗の台三丁目   | 1965年9月1日   | 1965年9月1日       | 西中延3〜5（全）、小山8（全）、平塚6（全）、平塚7・8                                                                          |      |
| 旗の台四丁目   | 1965年9月1日   | 1965年9月1日       | 西中延3〜5（全）、小山8（全）、平塚6（全）、平塚7・8                                                                          |      |
| 旗の台五丁目   | 1965年9月1日   | 1965年9月1日       | 西中延3〜5（全）、小山8（全）、平塚6（全）、平塚7・8                                                                          |      |
| 旗の台六丁目   | 1965年9月1日   | 1965年9月1日       | 西中延3〜5（全）、小山8（全）、平塚6（全）、平塚7・8                                                                          |      |
| 東大井一丁目   | 1964年1月1日   |                    | 大井鮫洲町、大井林町、大井元芝町、大井北浜川町、大井関ヶ原町、大井立会町（以上全）                                            |      |
| 東大井二丁目   | 1964年1月1日   |                    | 大井鮫洲町、大井林町、大井元芝町、大井北浜川町、大井関ヶ原町、大井立会町（以上全）                                            |      |
| 東大井三丁目   | 1964年1月1日   |                    | 大井鮫洲町、大井林町、大井元芝町、大井北浜川町、大井関ヶ原町、大井立会町（以上全）                                            |      |
| 東大井四丁目   | 1964年1月1日   |                    | 大井鮫洲町、大井林町、大井元芝町、大井北浜川町、大井関ヶ原町、大井立会町（以上全）                                            |      |
| 東大井五丁目   | 1964年1月1日   |                    | 大井鮫洲町、大井林町、大井元芝町、大井北浜川町、大井関ヶ原町、大井立会町（以上全）                                            |      |
| 東大井六丁目   | 1964年1月1日   |                    | 大井鮫洲町、大井林町、大井元芝町、大井北浜川町、大井関ヶ原町、大井立会町（以上全）                                            |      |
| 東五反田一丁目 | 1966年9月16日  |                    | 五反田5〜6（全）、下大崎1（全）、五反田1・3、下大崎2、上大崎中丸、北品川5                                                     |      |
| 東五反田二丁目 | 1966年9月16日  |                    | 五反田5〜6（全）、下大崎1（全）、五反田1・3、下大崎2、上大崎中丸、北品川5                                                     |      |
| 東五反田三丁目 | 1966年9月16日  |                    | 五反田5〜6（全）、下大崎1（全）、五反田1・3、下大崎2、上大崎中丸、北品川5                                                     |      |
| 東五反田四丁目 | 1967年2月1日   |                    | 五反田5〜6（全）、下大崎1（全）、五反田1・3、下大崎2、上大崎中丸、北品川5                                                     |      |
| 東五反田五丁目 | 1966年9月16日  |                    | 五反田5〜6（全）、下大崎1（全）、五反田1・3、下大崎2、上大崎中丸、北品川5                                                     |      |
| 東品川一丁目   | 1967年2月1日   | 1967年2月1日       | 東品川1〜4（全）、天王洲町（全）、東品川5                                                                                     |      |
| 東品川二丁目   | 1967年2月1日   | 1967年2月1日       | 東品川1〜4（全）、天王洲町（全）、東品川5                                                                                     |      |
| 東品川三丁目   | 1967年2月1日   | 1967年2月1日       | 東品川1〜4（全）、天王洲町（全）、東品川5                                                                                     |      |
| 東品川四丁目   | 1967年2月1日   | 1967年2月1日       | 東品川1〜4（全）、天王洲町（全）、東品川5                                                                                     |      |
| 東品川五丁目   | 1967年8月1日   |                    | 東品川1〜4（全）、天王洲町（全）、東品川5                                                                                     |      |
| 東中延一丁目   | 1965年9月1日   | 1965年9月1日       | 東中延1〜3 |      |
| 東中延二丁目   | 1965年9月1日   | 1965年9月1日       | 東中延1〜3 |      |
| 東八潮         | 1983年2月1日   |                    | 埋立地 |      |
| 平塚一丁目     | 1965年9月1日   | 1965年9月1日       | 平塚1〜3、西戸越1・2、西大崎1                                                                                                 |      |
| 平塚二丁目     | 1965年9月1日   | 1965年9月1日       | 平塚1〜3、西戸越1・2、西大崎1                                                                                                 |      |
| 平塚三丁目     | 1965年9月1日   | 1965年9月1日       | 平塚1〜3、西戸越1・2、西大崎1                                                                                                 |      |
| 広町一丁目     | 1964年9月15日  |                    | 西品川1・2、南品川6、大井権現町                                                                                               |      |
| 広町二丁目     | 1964年9月15日  |                    | 西品川1・2、南品川6、大井権現町                                                                                               |      |
| 二葉一丁目     | 1964年9月15日  |                    | 二葉2〜5（全）、大井森下町、大井伊藤町、東中延4、二葉1・6                                                                     |      |
| 二葉二丁目     | 1964年9月15日  |                    | 二葉2〜5（全）、大井森下町、大井伊藤町、東中延4、二葉1・6                                                                     |      |
| 二葉三丁目     | 1964年9月15日  |                    | 二葉2〜5（全）、大井森下町、大井伊藤町、東中延4、二葉1・6                                                                     |      |
| 二葉四丁目     | 1964年9月15日  |                    | 二葉2〜5（全）、大井森下町、大井伊藤町、東中延4、二葉1・6                                                                     |      |
| 南大井一丁目   | 1964年1月1日   |                    | 大井寺下町、大井坂下町、大井南浜川町、大井鈴ヶ森町、大井海岸町、大井水神町、大井関ヶ原町（以上全）                            |      |
| 南大井二丁目   | 1964年1月1日   |                    | 大井寺下町、大井坂下町、大井南浜川町、大井鈴ヶ森町、大井海岸町、大井水神町、大井関ヶ原町（以上全）                            |      |
| 南大井三丁目   | 1964年1月1日   |                    | 大井寺下町、大井坂下町、大井南浜川町、大井鈴ヶ森町、大井海岸町、大井水神町、大井関ヶ原町（以上全）                            |      |
| 南大井四丁目   | 1964年1月1日   |                    | 大井寺下町、大井坂下町、大井南浜川町、大井鈴ヶ森町、大井海岸町、大井水神町、大井関ヶ原町（以上全）                            |      |
| 南大井五丁目   | 1964年1月1日   |                    | 大井寺下町、大井坂下町、大井南浜川町、大井鈴ヶ森町、大井海岸町、大井水神町、大井関ヶ原町（以上全）                            |      |
| 南大井六丁目   | 1964年1月1日   |                    | 大井寺下町、大井坂下町、大井南浜川町、大井鈴ヶ森町、大井海岸町、大井水神町、大井関ヶ原町（以上全）                            |      |
| 南品川一丁目   | 1967年2月1日   | 1967年2月1日       | 南品川2・3・5（全）、南品川1・4・6、北品川3、東品川5                                                                          |      |
| 南品川二丁目   | 1967年2月1日   | 1967年2月1日       | 南品川2・3・5（全）、南品川1・4・6、北品川3、東品川5                                                                          |      |
| 南品川三丁目   | 1967年2月1日   | 1967年2月1日       | 南品川2・3・5（全）、南品川1・4・6、北品川3、東品川5                                                                          |      |
| 南品川四丁目   | 1967年2月1日   | 1967年2月1日       | 南品川2・3・5（全）、南品川1・4・6、北品川3、東品川5                                                                          |      |
| 南品川五丁目   | 1967年2月1日   | 1967年2月1日       | 南品川2・3・5（全）、南品川1・4・6、北品川3、東品川5                                                                          |      |
| 南品川六丁目   | 1967年2月1日   | 1967年2月1日       | 南品川2・3・5（全）、南品川1・4・6、北品川3、東品川5                                                                          |      |
| 八潮一丁目     | 1980年2月1日   | 1980年2月1日       | 埋立地 |      |
| 八潮二丁目     | 1980年2月1日   | 1980年2月1日       | 埋立地 |      |
| 八潮三丁目     | 1980年2月1日   | 1980年2月1日       | 埋立地 |      |
| 八潮四丁目     | 1980年2月1日   | 1980年2月1日       | 埋立地 |      |
| 八潮五丁目     | 1980年2月1日   | 1980年2月1日       | 埋立地 |      |
| 豊町一丁目     | 1964年9月15日  |                    | 豊町3〜6（全）、豊町1・2、西品川4、東中延3                                                                                    |      |
| 豊町二丁目     | 1964年9月15日  |                    | 豊町3〜6（全）、豊町1・2、西品川4、東中延3                                                                                    |      |
| 豊町三丁目     | 1964年9月15日  |                    | 豊町3〜6（全）、豊町1・2、西品川4、東中延3                                                                                    |      |
| 豊町四丁目     | 1964年9月15日  |                    | 豊町3〜6（全）、豊町1・2、西品川4、東中延3                                                                                    |      |
| 豊町五丁目     | 1964年9月15日  |                    | 豊町3〜6（全）、豊町1・2、西品川4、東中延3                                                                                    |      |
| 豊町六丁目     | 1964年9月15日  |                    | 豊町3〜6（全）、豊町1・2、西品川4、東中延3                                                                                    |      |

## 人口
1964年（昭和39年）をピークに減少が続いた後、1998年（平成10年）から上昇へ転じ、2019年（令和元年）7月1日時点の統計で40万人を突破した。
| |                                        |  |
| 品川区と全国の年齢別人口分布（2005年） | 品川区の年齢・男女別人口分布（2005年） |  |
| ■紫色 ― 品川区 ■緑色 ― 日本全国 | ■青色 ― 男性 ■赤色 ― 女性              |  |
| 品川区（に相当する地域）の人口の推移 \| 1970年（昭和45年） \| 397,302人 \| \| \| 1975年（昭和50年） \| 366,058人 \| \| \| 1980年（昭和55年） \| 346,247人 \| \| \| 1985年（昭和60年） \| 357,732人 \| \| \| 1990年（平成2年） \| 344,611人 \| \| \| 1995年（平成7年） \| 325,377人 \| \| \| 2000年（平成12年） \| 324,608人 \| \| \| 2005年（平成17年） \| 346,357人 \| \| \| 2010年（平成22年） \| 365,302人 \| \| \| 2015年（平成27年） \| 386,855人 \| \| \| 2020年（令和2年） \| 422,488人 \| \| |                                        |  |
| 総務省統計局 国勢調査より |                                        |  |
| 1970年（昭和45年） | 397,302人                              |  |
| 1975年（昭和50年） | 366,058人                              |  |
| 1980年（昭和55年） | 346,247人                              |  |
| 1985年（昭和60年） | 357,732人                              |  |
| 1990年（平成2年） | 344,611人                              |  |
| 1995年（平成7年） | 325,377人                              |  |
| 2000年（平成12年） | 324,608人                              |  |
| 2005年（平成17年） | 346,357人                              |  |
| 2010年（平成22年） | 365,302人                              |  |
| 2015年（平成27年） | 386,855人                              |  |
| 2020年（令和2年） | 422,488人                              |  |

区民の平均年齢は43.82歳である（2008年（平成20年）1月1日時点）。

### 昼夜間人口
2015年（平成27年）国勢調査の結果によると夜間人口（居住者）は386,855人で、区外からの通勤者と通学生および居住者のうちの区内に昼間残留する人口の合計である昼間人口は544,022人。昼間人口は夜間人口の1.406倍である。
なお東京都編集『東京都の昼間人口2005』（平成20年発行）128,129ページによると、国勢調査では年齢不詳の者が東京都だけで16万人いる。上のグラフには年齢不詳の者を含め、昼夜間人口に関しては年齢不詳の人物は数字に入っていないので数字の間に誤差は生じる。

## 歴史

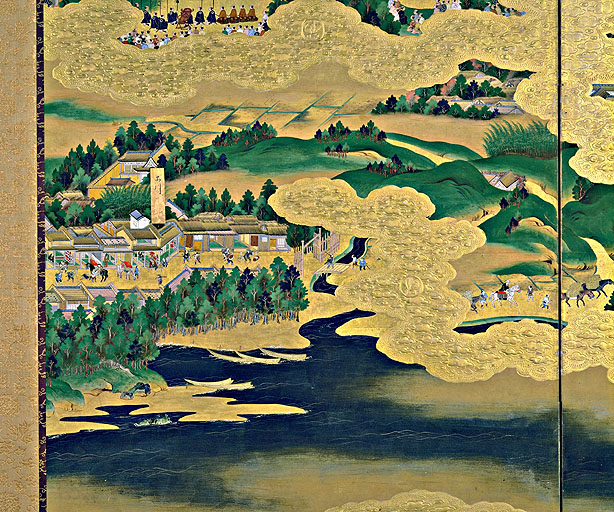
『江戸図屏風』にある江戸初期の品川

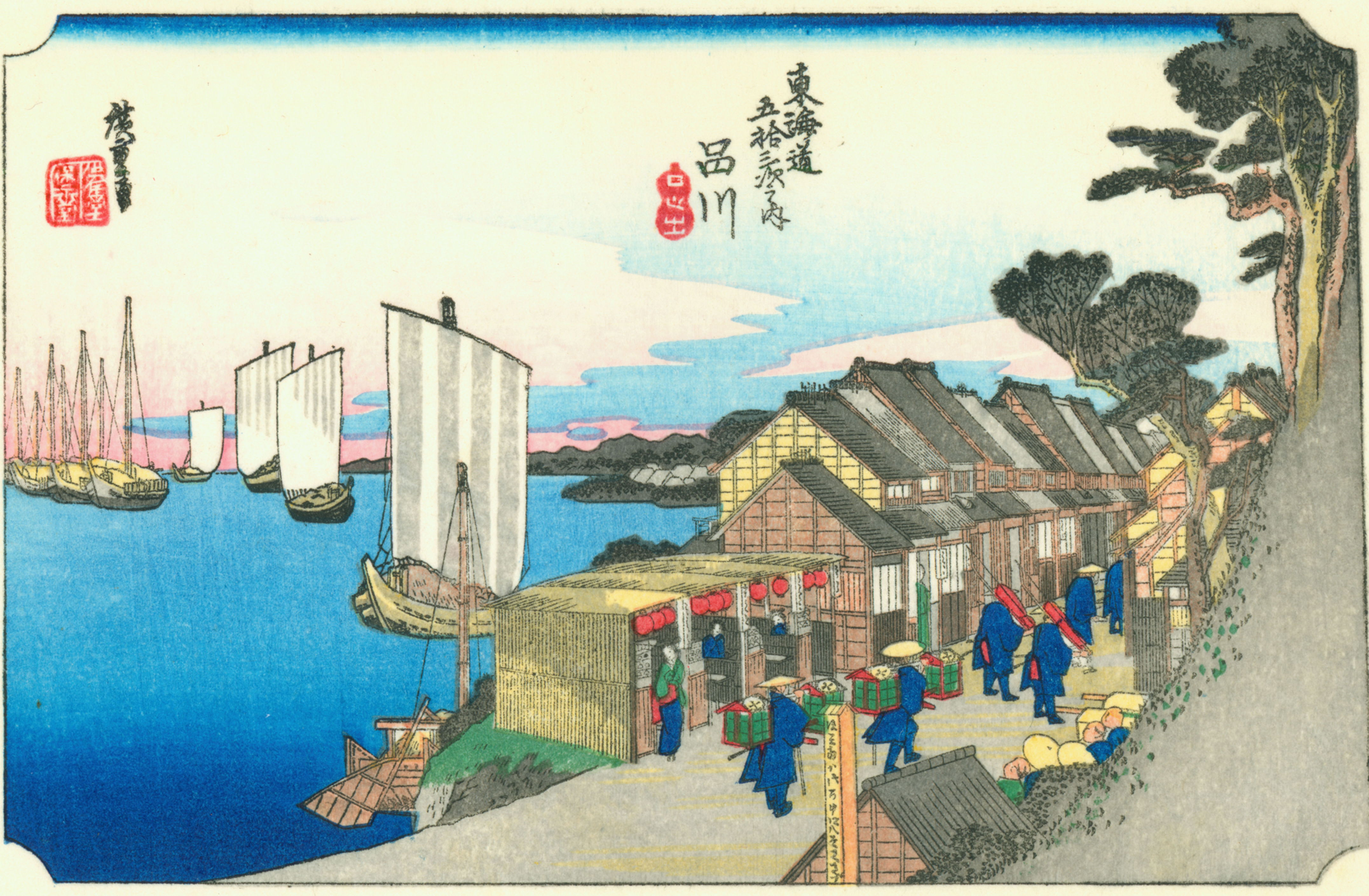
歌川広重 『東海道五十三次』「品川 日乃出」

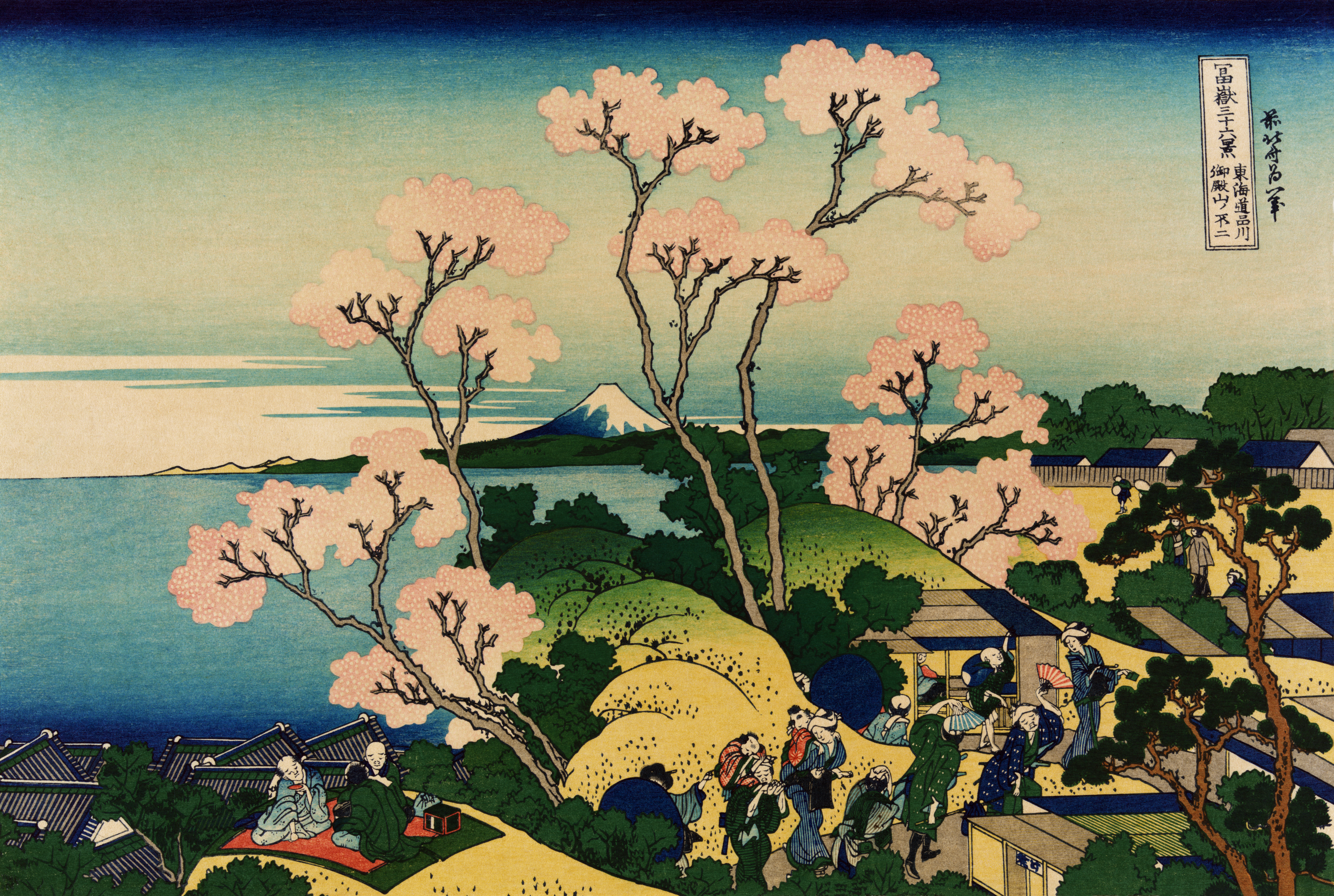
葛飾北斎『富嶽三十六景』「東海道品川御殿山ノ不二」

品川の名の起こりについては目黒川を参照。

### 近世以前
古墳時代以後の奈良時代、平安時代には既に平安京と国府の中継地点や駅家（うまや）として機能していたという記録があり、交通拠点となっていたと考えられる。令制国としては武蔵国の一部。

### 近世
江戸時代
五街道中で最も交通量が多い東海道の、江戸から数えて第一の宿場（品川宿）として発展していった。
幕末の文久2年（1863年）には英国公使館焼き討ち事件が起きた。

### 近代
明治
- 1889年（明治22年）5月1日
  - 町村制施行により現在の品川区の領域では以下の町村が誕生。
    - 東京府荏原郡：品川町、大井村、大崎村、平塚村
- 1908年（明治41年）8月1日
  - 大井村が町制施行して大井町になる[5]。
  - 大崎村が町制施行して大崎町になる[5]。

大正
鉄道網の発達や、関東大震災で被害が大きかった旧東京市からの移住により、人口が増加していった。
- 1922年（大正11年）6月
  - 現在の小山七丁目において洗足田園都市の分譲が開始される。
- 1926年（大正15年）4月1日
  - 平塚村が町制施行して平塚町になる[7]。

昭和
- 1927年（昭和2年）7月1日
  - 平塚町が改称して荏原町になる[8]。
- 1932年（昭和7年）10月1日
  - 上記4町が東京市に編入され、品川町、大井町、大崎町の3町域をもって(旧)品川区が、荏原町の町域をもって荏原区がそれぞれ誕生[9]。

### 現代
昭和
- 1947年（昭和22年）3月15日 - 東京特別区制実施により、旧・品川区地域と旧・荏原区地域により特別区としての品川区が発足[注釈 1]。
- 1963年（昭和38年）3月 - 「品川区民の歌」を制定。
- 1964年（昭和39年）7月14日 - 品川勝島倉庫爆発火災。消防署員19人が殉職[10]。
- 1954年（昭和29年）5月1日 - 大田区との区境を変更。山王一丁目の一部が大井坂下町・大井水神町に、入新井一丁目の一部が大井海岸町に、大井坂下町の一部が入新井五丁目に編入する[11]。
- 1981年（昭和56年）4月1日 - 防災行政無線運用開始。
- 1985年（昭和60年）3月26日 - 非核平和都市品川宣言[12]。
- 1987年（昭和62年） - 大井火力発電所爆発事故

平成
- 1995年（平成7年） - 公証人役場事務長逮捕監禁致死事件
- 2002年（平成14年）4月1日 - 防災行政無線放送など変更。

## 行政

### 区長
- 区長：森澤恭子（1期目）
  - 任期：2022年12月4日 - 2026年12月3日（予定）
    - この時行われた2022年品川区長選挙は東京23区初の再選挙となった（森澤は2回とも最多得票）。また、品川区初の女性区長である。

### 地域センター・出張所

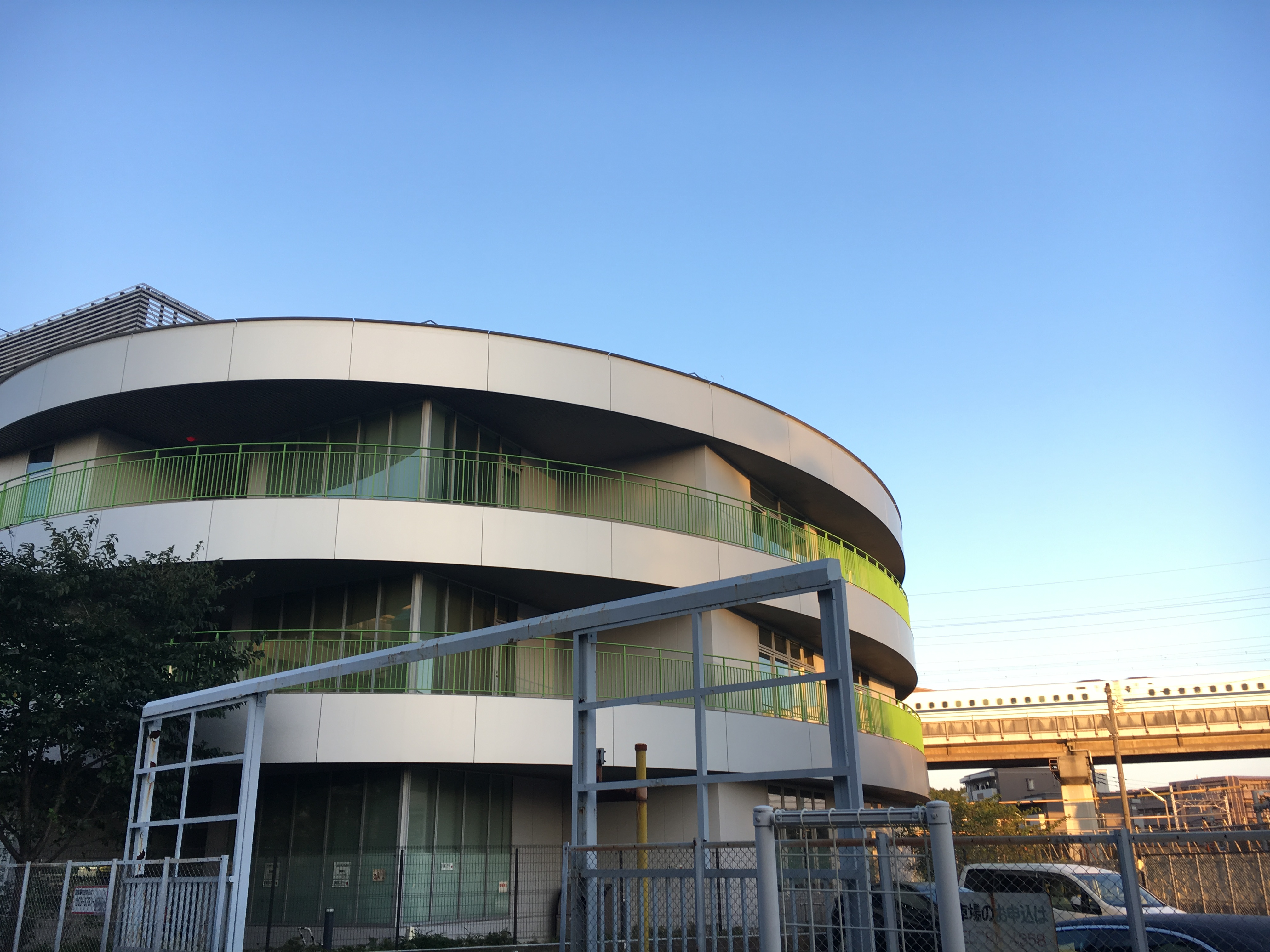
荏原第五地域センター

住民票、印鑑証明、戸籍証明などの交付業務を行う。
- 品川第一地域センター
- 品川第二地域センター
- 大崎第一地域センター
- 大崎第二地域センター
- 大井第一地域センター

- 大井第二地域センター
- 大井第三地域センター
- 荏原第一地域センター
- 荏原第二地域センター
- 荏原第三地域センター

- 荏原第四地域センター
- 荏原第五地域センター
- 八潮地域センター
- 大井町サービスコーナー（JR京浜東北線大井町駅ビル「アトレ」中央西口階段下）
- 武蔵小山サービスコーナー（小山三丁目27番5号）

### 災害対策
- 東京都都市整備局の地域危険度測定調査では、過去に上位ランキングを占めた地域も2012年時点で大きく改善し、危険度はさほど高くないエリアに様変わりしつつある[13]。
- 区は継続して防災活動に力を入れており、防災生活道路整備・地区防災不燃化促進事業、密集住宅市街地整備促進事業、ならびにしながわ中央公園にヘリポートなど防災機能を備えた公園の拡張[14]、独自に品川シェルターという住宅の耐震補強工法を開発などを進めている。
- 1981年（昭和56年）4月1日には防災行政無線が開局し、2002年（平成14年）4月1日には防災行政無線のチャイムの音色が変更された。
- 2020年の新型コロナウイルス感染症の流行を受け、品川区は、全区民に3万円（中学生以下は5万円）を給付すると発表した[15]。

### 広報
- テレビ東京『しながわ探検隊』提供（製作著作フォックス・21）1989年 - 1995年
- 南東京ケーブルテレビ（現：ケーブルテレビ品川）に出資（1996年開局）
  - 放送枠『しながわホッとホット』の放映作品を制作
- しながわのチカラ
  - 「しながわのチカラ第1回－ファインダーが見つめるしながわ－」
  - 全国広報コンクール 2008年：日本広報協会 映像部門1席／東京都広報コンクール最優秀賞受賞
- エフエムしながわ 『ほっとラジオしながわ』(毎日 11:00 - 11:30、同日22:00 - 22:30に再放送)

### しながわ観光大使
2017年（平成29年）2月13日にサンリオのキャラクター「シナモロール」がしながわ観光大使に就任した。以後、ふるさと納税の返礼品、町会・自治会加入申込書、婚姻届、出生届、選挙の投票済証などに活用されている。

## 議会

### 東京都議会
2025年東京都議会議員選挙
- 選挙区：品川区選挙区
- 定数：4人
- 任期：2025年7月23日 - 2029年7月22日
- 投票日：2025年6月22日
- 当日有権者数：334,926人
- 投票率：48.92％

| 候補者名   | 当落 | 年齢 | 所属党派           | 新旧別 | 得票数   |
| ---------- | ---- | ---- | ------------------ | ------ | -------- |
| 篠原里佳   | 当   | 35   | 無所属             | 現     | 40,465票 |
| 伊藤興一   | 当   | 64   | 公明党             | 現     | 19,351票 |
| 芹澤裕次郎 | 当   | 35   | 自由民主党         | 新     | 19,125票 |
| 東由貴     | 当   | 35   | 立憲民主党         | 新     | 18,418票 |
| 石田慎吾   | 落   | 46   | 国民民主党         | 新     | 15,293票 |
| 白石民男   | 落   | 43   | 日本共産党         | 現     | 14,478票 |
| 岡本慧     | 落   | 27   | 都民ファーストの会 | 新     | 12,085票 |
| 岡本悠司   | 落   | 37   | 再生の道           | 新     | 11,202票 |
| 川口めぐみ | 落   | 52   | 無所属             | 新     | 11,072票 |
| 古田真     | 落   | 78   | 諸派               | 新     | 355票    |

2024年東京都議会議員補欠選挙
- 選挙区：品川区選挙区
- 定数：1人
- 投票日：2024年7月7日
- 当日有権者数：336,487人
- 投票率：60.89％

| 候補者名   | 当落 | 年齢 | 所属党派   | 新旧別 | 得票数   |
| ---------- | ---- | ---- | ---------- | ------ | -------- |
| 篠原里佳   | 当   | 34   | 無所属     | 新     | 60,094票 |
| 芹澤裕次郎 | 落   | 34   | 自由民主党 | 新     | 57,641票 |
| 菅原千稲   | 落   | 55   | 立憲民主党 | 新     | 37,812票 |
| 川口めぐみ | 落   | 51   | 無所属     | 新     | 29,127票 |

2021年東京都議会議員選挙
- 選挙区：品川区選挙区
- 定数：4人
- 投票日：2021年7月4日
- 当日有権者数：333,647人
- 投票率：43.19%

| 候補者名   | 当落 | 年齢 | 所属党派           | 新旧別 | 得票数   | 備考                     |
| ---------- | ---- | ---- | ------------------ | ------ | -------- | ------------------------ |
| 伊藤興一   | 当   | 60   | 公明党             | 現     | 23,188票 |                          |
| 森澤恭子   | 当   | 42   | 無所属             | 現     | 22,413票 | 2022年9月5日に辞職       |
| 白石民男   | 当   | 39   | 日本共産党         | 現     | 20,552票 |                          |
| 阿部祐美子 | 当   | 48   | 立憲民主党         | 新     | 20,087票 | 2024年10月15日に自動失職 |
| 筒井洋介   | 落   | 41   | 都民ファーストの会 | 新     | 19,696票 |                          |
| 田中豪     | 落   | 58   | 自由民主党         | 元     | 18,281票 |                          |
| 沢田洋和   | 落   | 40   | 自由民主党         | 新     | 16,610票 |                          |
| 佐藤政昭   | 落   | 67   | 無所属             | 新     | 804票    |                          |

2017年東京都議会議員選挙
- 選挙区：品川区選挙区
- 定数：4人
- 投票日：2017年7月2日
- 当日有権者数：318,560人
- 投票率：52.005%

| 候補者名   | 当落 | 年齢 | 所属党派           | 新旧別 | 得票数   |
| ---------- | ---- | ---- | ------------------ | ------ | -------- |
| 森澤恭子   | 当   | 38   | 都民ファーストの会 | 新     | 32,261票 |
| 山内晃     | 当   | 48   | 都民ファーストの会 | 現     | 28,591票 |
| 伊藤興一   | 当   | 56   | 公明党             | 現     | 26,184票 |
| 白石民男   | 当   | 35   | 日本共産党         | 現     | 23,176票 |
| 田中豪     | 落   | 54   | 自由民主党         | 現     | 19,546票 |
| 阿部祐美子 | 落   | 52   | 民進党             | 新     | 17,612票 |
| 沢田洋和   | 落   | 36   | 自由民主党         | 新     | 15,807票 |

### 衆議院
- 選挙区：東京3区（品川区、島嶼部）
- 投票日：2024年10月27日
- 当日有権者数：362,508人
- 投票率：56.83％

| 当落 | 候補者名   | 年齢 | 所属党派     | 新旧別 | 得票数   | 重複 |
| ---- | ---------- | ---- | ------------ | ------ | -------- | ---- |
| 当   | 石原宏高   | 60   | 自由民主党   | 前     | 61,660票 | ○    |
| 比当 | 阿部祐美子 | 60   | 立憲民主党   | 新     | 54,178票 | ○    |
|      | 奥本有里   | 47   | 国民民主党   | 新     | 30,351票 | ○    |
|      | 吉平敏考   | 43   | 日本維新の会 | 新     | 25,745票 | ○    |
|      | 香西克介   | 48   | 日本共産党   | 新     | 12,056票 |      |
|      | 川口めぐみ | 51   | 無所属       | 新     | 8,822票  |      |
|      | 植木洋貴   | 42   | 参政党       | 新     | 8,731票  |      |

## 国家機関

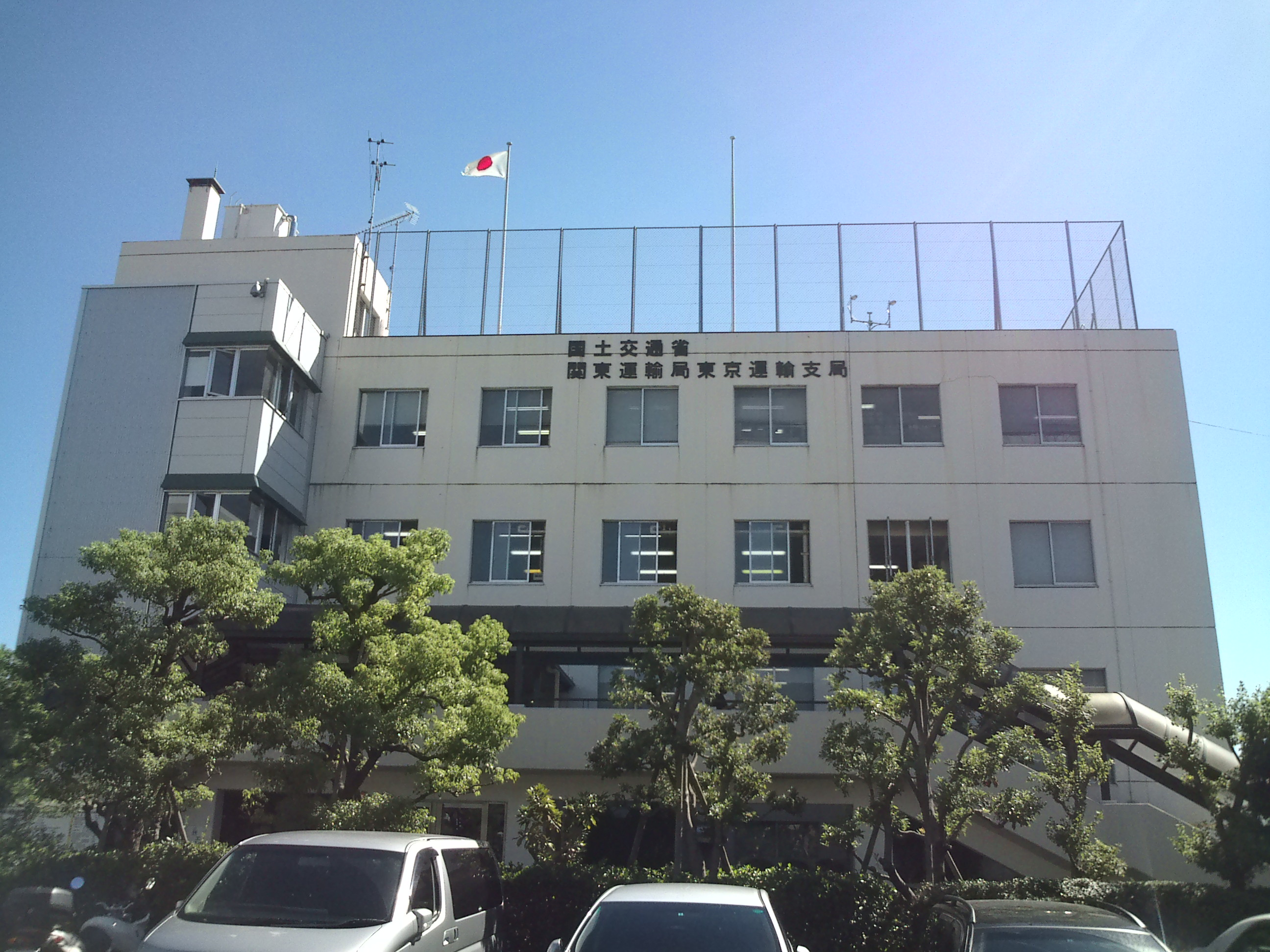
東京運輸支局

### 法務省
- 東京法務局品川出張所

### 財務省
国税庁
- 東京国税局
  - 品川税務署（品川地区・大崎地区・大井地区・八潮地区を管轄。庁舎は港区高輪にある）
  - 荏原税務署（荏原地区を管轄。中延1丁目1番5号）

### 国土交通省
- 東京運輸支局

## 施設

### 警察
本部
- 警視庁第二方面本部 - 品川区勝島一丁目3番12号
  - 担当区：品川区・大田区（東京湾岸警察署管轄区域を除く）
  - 識別章所属表示はLB
- 警視庁第一方面本部 - 千代田区霞が関二丁目1番1号
  - 当区：千代田区・中央区・港区・島嶼部及び品川区・大田区・江東区の東京湾岸警察署管轄区域
  - 識別章所属表示はLA
- 運転免許試験場
  - 鮫洲運転免許試験場
- 警察署
  - 品川警察署
  - 大崎警察署
  - 大井警察署
  - 荏原警察署
  - 東京湾岸警察署 - 庁舎は江東区青海にある。

### 消防
東京消防庁
- 品川消防署（北品川三丁目7番31号）救急隊1
  - 東品川出張所（東品川三丁目32番12号）救急隊無
  - 大崎出張所（西品川一丁目7番9号）特別消火中隊・救急隊1
  - 五反田出張所（西五反田七丁目25番14号）救急隊1
- 大井消防署（東大井三丁目6番12号）化学機動中隊・救急隊1
  - 滝王子出張所（大井五丁目17番9号）特別消火中隊・救急隊無
  - 八潮出張所（八潮五丁目8番3号）救急隊1
- 荏原消防署（平塚三丁目16番20号）救急隊2
  - 戸越出張所（戸越五丁目20番15号）救急隊無
  - 小山出張所（小山五丁目12番11号）救急隊無
  - 旗の台出張所（旗の台六丁目24番11号）特別消火中隊・救急隊無

### 医療
主な病院
- 昭和医科大学病院
- 昭和医科大学病院附属東病院
- 旗の台脳神経外科病院
- NTT東日本関東病院
- いすゞ病院
- 第三北品川病院
- 東京品川病院

プール
- 総合体育館
- 品川区立戸越台中学校温水プール
- 荏原文化センター
- 品川区立八潮学園温水プール
- 品川区立品川学園温水プール
- 品川区立豊葉の杜学園温水プール
- しながわ区民公園屋外プール（夏期のみ）
- 区立小・中学校プール（夏期のみ）

### 郵便局
主な郵便局
- 品川郵便局

### 図書館
- 品川図書館
- 大井図書館
- 二葉図書館
- 源氏前図書館
- 大崎図書館
- 大崎駅西口図書取次施設（おおさきこども図書室）

- 荏原図書館
- 南大井図書館
- 五反田図書館
- 八潮図書館
- ゆたか図書館
- 大崎図書館分館

### 文化施設
博物館・美術館
- 船の科学館
- しながわ水族館
- 品川区立品川歴史館
- O（オー）美術館[20]
- 杉野学園衣装博物館
- 建築倉庫ミュージアム
- 久米美術館
- 容器文化ミュージアム
- 自転車文化センター
- 品川区立五反田文化センタープラネタリウム

劇場・ホール
- 品川区立総合区民会館（きゅりあん）
- 天王洲 銀河劇場
- シアターH
- 六行会ホール
- 十四世喜多六平太記念能楽堂
- 品川区立五反田文化センター音楽ホール
- 品川区立五反田産業文化施設（五反田JPビルディング3階「CITY HALL ＆ GALLERY GOTANDA」）[21]

## 対外関係

### 姉妹都市・提携都市

#### 国内
提携都市
- 山北町（関東地方 神奈川県）
  - 1988年（昭和63年）4月18日「水と緑のふれあい交流協定」を締結[22]。
- 早川町（中部地方 山梨県 南巨摩郡）
  - 1990年（平成2年）4月19日「ふるさと交流協定」を締結[23]。
- 高知県（四国地方）
  - 2018年（平成30年）8月に交流協定を締結。土佐藩下屋敷が区内にあった縁などにより、明治維新150年を記念[24]。

災害時相互援助協定
- 宮古市（東北地方 岩手県）
  - 2002年（平成14年）締結[25]。1999年から目黒のさんま祭りにサンマを提供している縁による[25]。
  - 東日本大震災では、2011年3月16日からトラックで物資を宮古市へ送った[26]。
- 富岡町（東北地方 福島県 双葉郡）
  - 東日本大震災では、2011年3月25日から品川区日光林間学園で原発事故避難者を受け入れた[27]。

その他
- 龍馬の絆都市間交流
2014年（平成26年）11月15日 龍馬の絆で結ぶ都市間交流宣言締結[28][29]

#### 海外
姉妹都市
- ポートランド（アメリカ合衆国 メイン州）
  - 1984年（昭和59年）9月9日、姉妹都市提携
- ジュネーヴ（スイス連邦）
  - 1991年（平成3年）、友好都市提携

提携都市
- オークランド（ニュージーランド王国）
  - 1993年（平成5年）、友好都市提携
- 哈爾浜（ハルビン）市（中華人民共和国 黒竜江省）
  - 1981年（昭和56年）、教育交流都市提携

### 大使館
- インドネシア大使館（2021年より改装工事中。臨時事務所は新宿区四谷に所在）
- 北マケドニア大使館
- コロンビア大使館
- ザンビア大使館
- ジブチ大使館
- タイ大使館
- ブルネイ大使館
- ベラルーシ大使館
- ミャンマー大使館

### 領事館
総領事館
- 在東京ブラジル総領事館
- 在東京ペルー総領事館

## 経済

### 商業

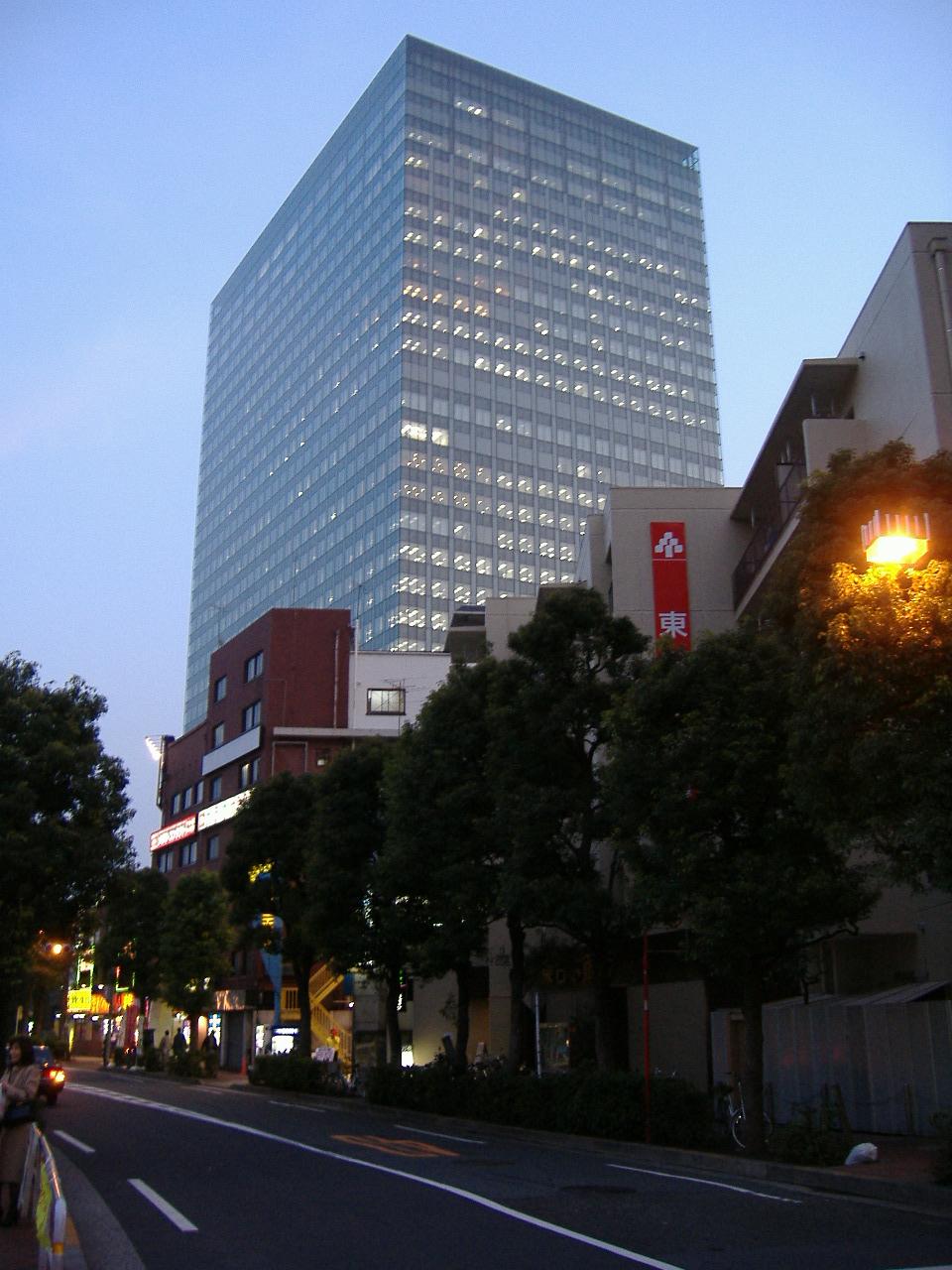
シンクパーク

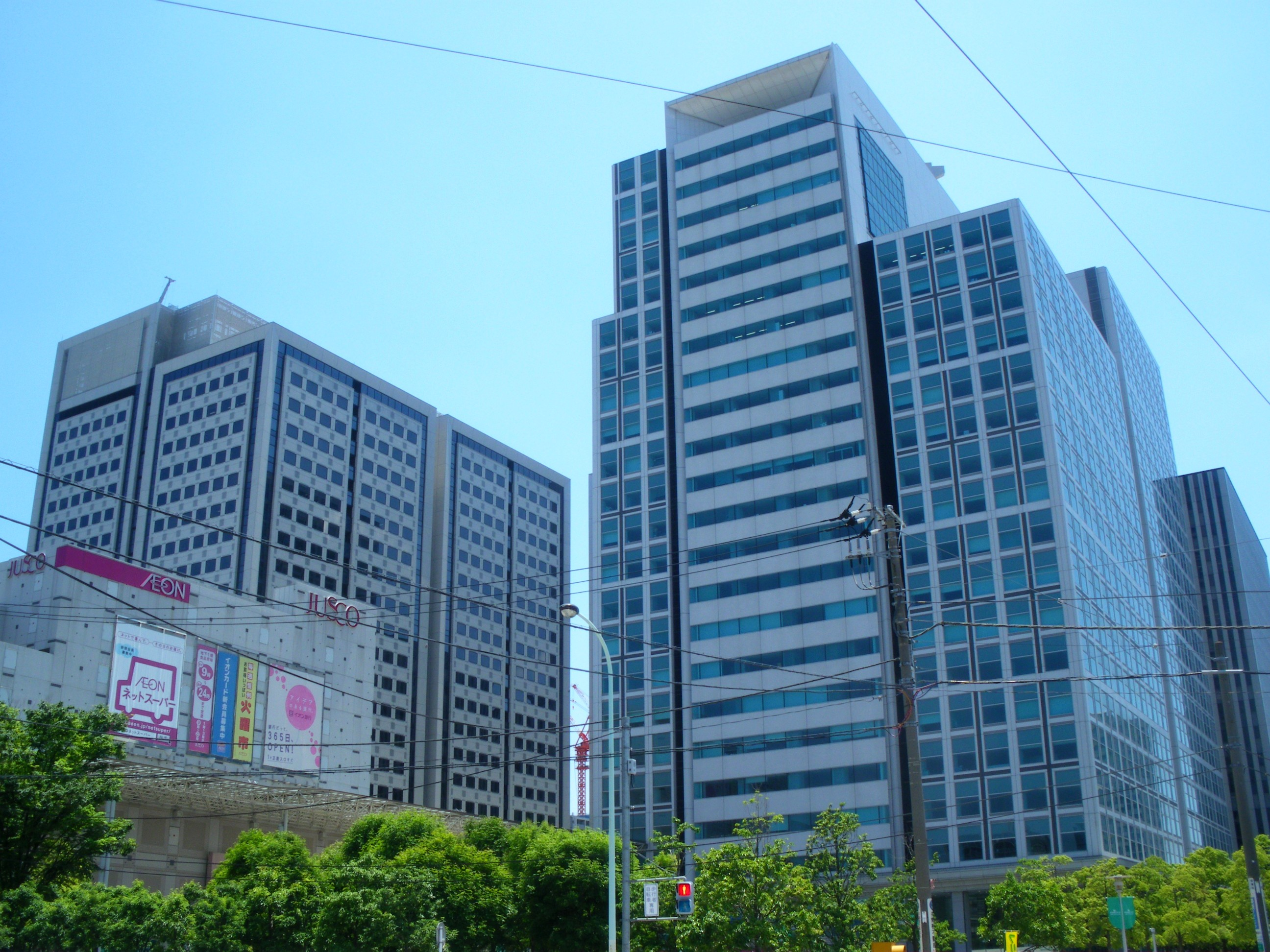
品川シーサイドフォレスト

#### 商業施設
大崎
- ThinkPark
- NBF大崎ビル
- ゲートシティ大崎
- 大崎ニューシティ
- 大崎ウィズシティ

品川シーサイド
- イオン品川シーサイドショッピングセンター

天王洲アイル
- シーフォートスクエア
- 天王洲オーシャンスクエア ショッピングプラザ NAGI

大井町
- アトレ大井町
- アトレ大井町2
- イトーヨーカドー大井町店
- 阪急大井町ガーデン
- ヤマダデンキ LABI品川大井町（旧・丸井大井町店）
- エトモ大井町

五反田
- 五反田東急スクエア（旧remy gotanda）
- アトレ五反田1 (旧・アトレヴィ五反田)
- アトレ五反田2
- TOC

目黒（上大崎）
- アトレ目黒
- アトレ目黒2
- 目黒セントラルスクエア
- 目黒MARC

大森（南大井）
- 西友大森店

武蔵小山
- エトモ武蔵小山（旧・東急武蔵小山駅ビル[30]）

高層ビルは品川区の超高層建築物・構築物の一覧も参照。

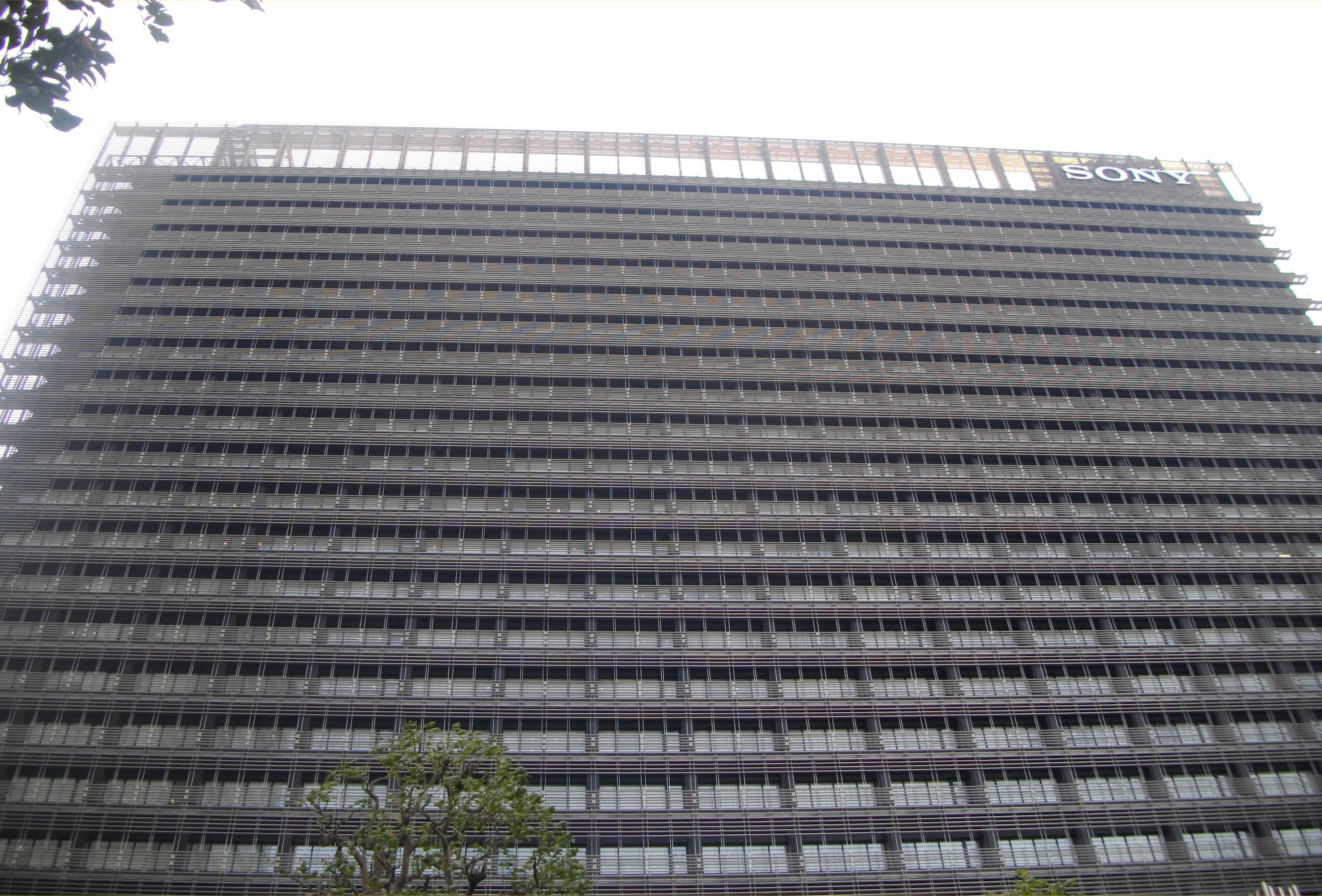
ソニーの主要事業所であるNBF大崎ビル。2013年、ソニーは信託受益権を売却済

### 区内に拠点を置く企業
南大井
- 日立製作所（本社部門の一部が南大井にある）
- カナデビア東京本社（登記上の本店は大阪市住之江区）
- パナソニック カーエレクトロニクス本社

大井・東大井
- 日学本社
- 三菱鉛筆本社

小山
- 日本酸素ホールディングス本社

東品川
- BIGLOBE本社
- 富士通コンポーネント本社
- ニトムズ本社
- 日立ソリューションズ本社
- マーベラス本社
- ゼネラルモーターズジャパン本社
- モンデリーズ・ジャパン本社
- プリマハム本社
- NTTデータCCS
- イートアンド本社 (大阪王将)
- サーコム・ジャパン本社
- コナミスポーツクラブ本社
- 帝産観光バス本社
- 寺田倉庫本社
- JTB本社
- 日本軽金属ホールディングス本社
- シグマ アルドリッチ ジャパン本社
- 住友ベークライト 本社
- 日本航空本社
- コダック本社
- NTTカードソリューション本社
- 日本サブウェイ本社
- MCフードスペシャリティーズ
- DHLジャパン本社
- SOMPOケア本社
- ブロードリーフ本社
- ライフコーポレーション東京本社（登記上の本店は大阪市淀川区）

西品川
- セガサミーホールディングス本社
- サミー本社
- セガ本社
- アトラス本社
- セガ・ロジスティクスサービス本社

大崎・北品川
- 神戸製鋼所東京本社（登記上の本店は神戸市中央区）
- リンガーハット本社
- 日本精工本社
- 三菱電機フィナンシャルソリューションズ本社
- アドビ本社
- 東芝テック本社
- 日本製鋼所本社
- 富士電機本社
- 三井金属鉱業本社
- ローソン本社
- イノアックコーポレーション東京本社（登記上の本店は名古屋市中村区）
- インフォニオン・テクノロジーズ本社
- サンリオ本社
- 日立システムズ本社
- フェリカネットワークス本社
- ユナイテッド・シネマ本社
- 日本アクセス本社
- 日鉄エンジニアリング本社
- 明電舎 - 「ThinkPark」は同社の工場跡地。ThinkPark Tower内に本社がある。
- クオラス本社
- 住友建機・住友重機械工業本社
- インターネットインフィニティー本社
- ソネットエンターテインメント本社
- 日本ピュアフード・マリンフーズ本社
- 日本ルナ本社 - 2020年に京都府八幡市より移転。ただし、本店機能は八幡市に存置したまま。
- プーマジャパン本社
- モスフードサービス本社
- ダッソー・システムズ本社
- ニッセイ・ウェルス生命保険本社
- ソニー - 北品川・大崎に拠点がある
- ネオファースト生命保険本社
- スリーエム ジャパン本社
- Chubb損害保険本社
- コベルコ建機東京本社（登記上の本店は広島市佐伯区）
- ジャガー・ランドローバージャパン本社
- ビューカード本社

南品川
- ミモザ
- JTB印刷
- 泉南

二葉
- 文化堂

東五反田・西五反田
- 城南信用金庫
- 日本酸素ホールディングス本社
- 日本総合研究所東京本社（登記上の本店）
- 学研ホールディングス
- TOC本社
- 電波新聞社本社
- コムシスホールディングス本社
- イマジカ本社
- タキゲン製造本社
- ポーラ本社
- 日産東京販売ホールディングス
- 星製薬本社
- 丸和油脂本社
- 大谷工業本社
- フルキャストホールディングス・フルキャストアドバンス本社
- NTTインターネット
- アキュートロジック本社

上大崎
- エヌ・ティ・ティ出版本社
- モンデリーズ・ジャパン本社
- スターバックスコーヒージャパン本社
- B-R サーティワン アイスクリーム本社
- ソニーPCL本社
- アカツキ (ゲーム会社)本社
- U-NEXT HOLDINGS本社

### 五反田バレー
五反田駅周辺を中心にベンチャーの起業が進んでおり、米国シリコンバレーにちなんで「五反田バレー」と呼ばれている。2018年7月には、その名称をとった団体が発足した。
- オールコネクト東京支社
- モバイルファクトリー本社
- freee本社
- フェンリル東京支社
- ココナラ本社
- ジモティー本社
- compass本社
- データセクション本社
- CAMI&co.本社
- ハートコア本社
- タケロボ本社

### 区内発祥とする企業
- ニチバン - セロテープで知られる製造業。1918年、現在の南品川にて製薬会社として創業。現在の本社は文京区。
- ソニー - 創業翌年の1947年から2007年まで北品川に本社を置いていた。現在の本社は港区。
- いすゞ自動車 - 自動車メーカー。現在の本社は横浜市西区。
- ベリテ - 宝飾品・時計販売 1948年に区内で設立。本店は小山。

### マスメディア

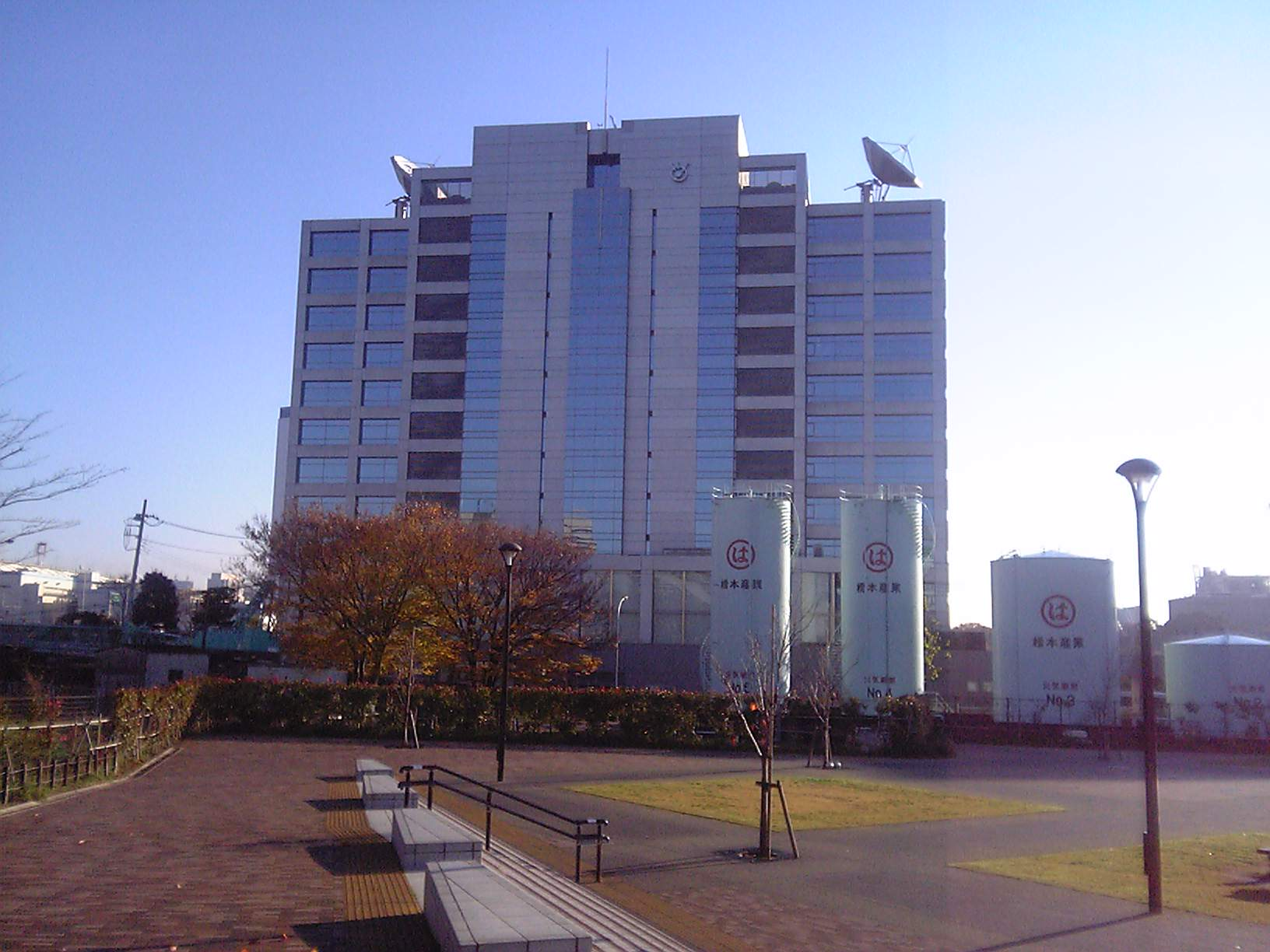
フジテレビ別館

## 情報通信

### 放送局
- フジテレビジョン別館 - 東品川
- テレビ東京天王洲スタジオ - 東品川
- ケーブルテレビ品川
- エフエムしながわ - 上記ケーブルテレビが筆頭株主。局舍も同一箇所。

## 生活基盤

### ライフライン

#### 上下水道
- 東京都水道局

## 教育

### 大学
私立
- 昭和医科大学
- 杉野服飾大学
- 星薬科大学
- 立正大学
- 清泉女子大学
- 東京医療保健大学 五反田キャンパス

都立
- 東京都立産業技術大学院大学 - 東京都公立大学法人が設置。東京都立産業技術高等専門学校と同じ校舎にある。

### 高等専門学校
都立
- 東京都立産業技術高等専門学校 品川キャンパス - 2006年に東京都立工業高等専門学校を継承して開学。

### 専修学校
- 昭和医科大学附属看護専門学校
- 学校法人東京マックス美容専門学校
- 池見東京医療専門学校
- 池見東京歯科衛生士専門学校
- 東京健康科学専門学校
- 品川介護福祉専門学校
- 宮川文化服装専門学校
- 日建学院 五反田校
- 日本書道専門学校
- 東京歯科技工専門学校（閉校）

### 高等学校
都立
- 大崎高等学校
- 小山台高等学校
- 八潮高等学校

私立
- 品川翔英高等学校※中高併設 旧小野学園女子高等学校
- 攻玉社高等学校※中高併設
- 香蘭女学校高等科※中高併設
- 品川エトワール女子高等学校
- 品川女子学院高等部※中高併設
- 青稜高等学校※中高併設
- 品川学藝高等学校
- 文教大学付属高等学校※中高併設
- 朋優学院高等学校（旧・中延学園高等学校）

### 中学校
区立
- 東海中学校
- 大崎中学校
- 浜川中学校
- 鈴ヶ森中学校
- 冨士見台中学校
- 荏原第一中学校
- 荏原第五中学校
- 伊藤中学校
- 荏原第六中学校
- 戸越台中学校

私立
- 品川翔英中学校※中高併設 旧小野学園女子中学校
- 攻玉社中学校※中高併設
- 香蘭女学校中等科※中高併設
- 品川女子学院中等部※中高併設
- 青稜中学校※中高併設
- 文教大学付属中学校※中高併設

### 小学校
区立
- 城南小学校
- 浅間台小学校
- 三木小学校
- 御殿山小学校
- 城南第二小学校
- 第一日野小学校
- 芳水小学校
- 第三日野小学校
- 第四日野小学校
- 大井第一小学校
- 鮫浜小学校
- 山中小学校
- 立会小学校
- 浜川小学校
- 鈴ヶ森小学校
- 伊藤小学校
- 台場小学校
- 京陽小学校
- 延山小学校
- 中延小学校
- 小山小学校
- 大原小学校
- 宮前小学校
- 源氏前小学校
- 第二延山小学校
- 後地小学校
- 戸越小学校
- 旗台小学校
- 上神明小学校
- 清水台小学校
- 小山台小学校

私立
- 品川翔英小学校

### 小中一貫校

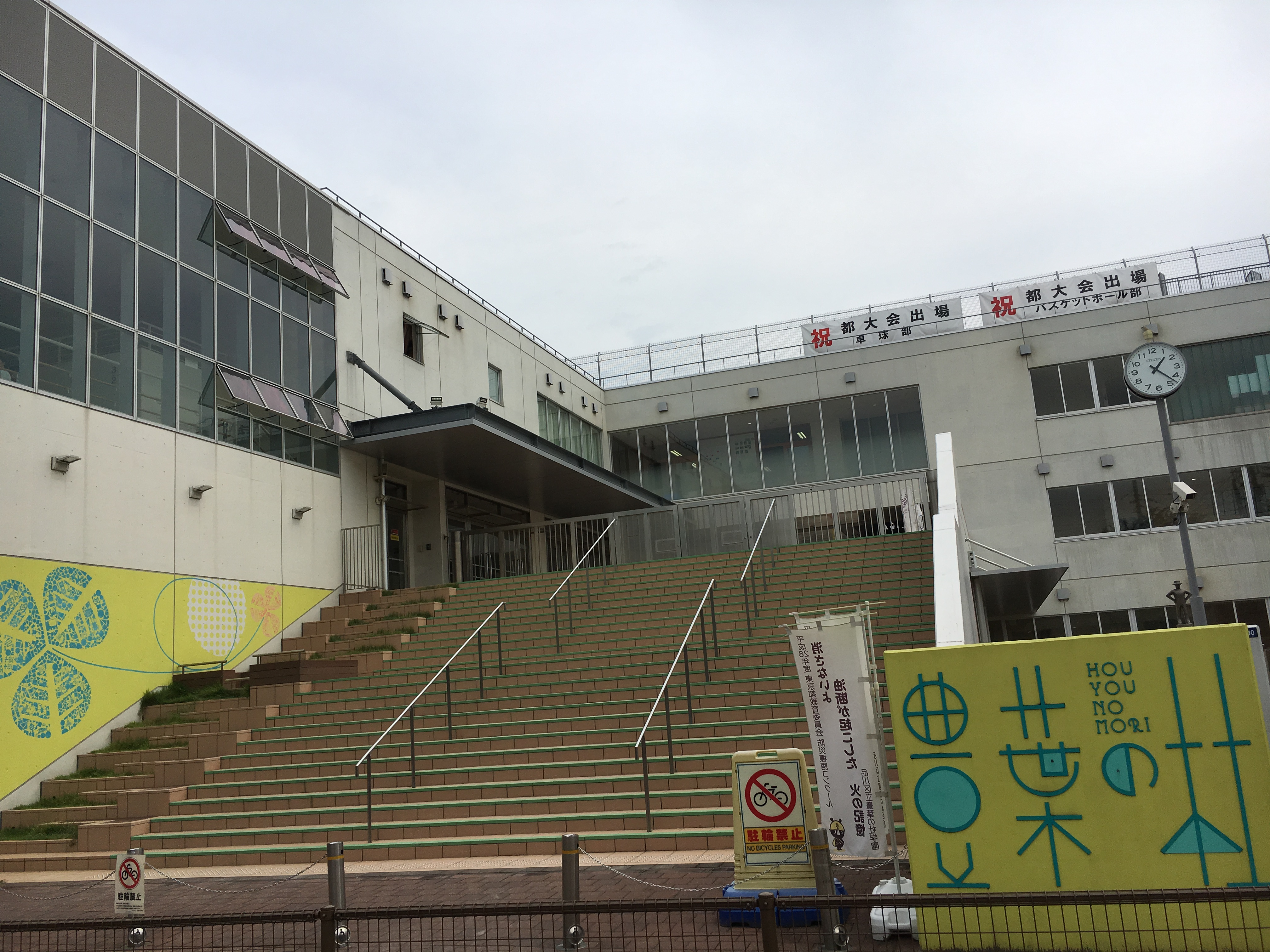
品川区立豊葉の杜学園

- 小中一貫教育（2006年（平成18年）4月より実施）
  - 従来ありがちな小学校から中学校への進学に伴う学習指導や生活指導の連携の悪さを解消し、小学校6年間・中学校3年間に当たる計9年間に一貫したカリキュラムを編成・実践することで、子どもの個性と能力の伸長を図ることを目的とする。
  - 9年間を大きく4年間と、5年間に分割。さらに後半の5年間を3年間と2年間に分割し、それぞれ教育内容や教育方法を変化させる。
    - 最初の4年間は、学級担任制とし、基礎・基本の習得に重点を置く。
    - 後半5年間は教科担任制とし個性・能力を伸ばす学習を重視する。最初の3年間は、基礎・基本を徹底させる期間として習熟度別学習を充実させる。
    - 最後の2年間は個性と能力の更なる伸長を目指し、自主学習を重視したカリキュラムをとる。

  - カリキュラムの特徴として1年生より英語科の授業を行う。また、人間形成を目的として、社会の中で生きていくのに役立つ、正しい認知と具体的な行動を身に付けさせる、市民科を9年間通して学習する[32]。
  - 小中一貫教育は特定の一貫校だけではなく、区内全ての小学校中学校で導入される（2006年度より）。

### 義務教育学校
区立
- 品川区立日野学園
- 品川区立伊藤学園
- 品川区立八潮学園
- 品川区立荏原平塚学園
- 品川区立品川学園
- 品川区立豊葉の杜学園

### 特別支援学校など
- 東京都立品川特別支援学校
- 明晴学園幼稚部小学部
- 品川区立清水台小学校さいかち学級 - 昭和医科大学病院内の院内学級。

### 職業訓練校
職業能力開発促進法に基づく職業訓練施設として以下のものがある。
公共職業訓練
- 東京都立城南職業能力開発センター

認定職業訓練
- 東京園芸装飾専門校（東京グリーンサービス事業協同組合）

### 過去に存在した学校
中学校
- 日野中学校
  - 2006年4月に第二日野小学校と一体化し小中一貫校日野学園となり、2016年4月に義務教育学校・品川区立日野学園となる。
- 伊藤中学校
  - 2007年4月に原小学校と一体化し小中一貫校伊藤学園となり、2016年4月に義務教育学校・品川区立伊藤学園となる。
- 城南中学校
  - 2011年4月に品川小学校と一体化し小中一貫校品川学園となり、2016年4月に義務教育学校・品川区立品川学園となる。
- 八潮中学校・八潮南中学校
  - 2008年4月に統合され八潮学園中学校となる。
- 八潮学園中学校
  - 2008年4月に八潮学園小学校と一体化し小中一貫校八潮学園となり、2016年4月に義務教育学校・品川区立八潮学園となる。
- 荏原第二中学校・平塚中学校
  - 2008年4月に統合され荏原平塚中学校となる。
- 荏原平塚中学校
  - 2010年4月に平塚小学校と一体化し小中一貫校荏原平塚学園となり、2016年4月に義務教育学校・品川区立荏原平塚学園となる。
- 荏原第三中学校・荏原第四中学校
  - 2011年4月に統合され豊葉の杜中学校となる。
- 豊葉の杜中学校
  - 2013年4月に豊葉の杜小学校と一体化し小中一貫校豊葉の杜学園となり、2016年4月に義務教育学校・品川区立豊葉の杜学園となる。

小学校
- 第二日野小学校
  - 2006年4月に日野中学校と一体化し小中一貫校日野学園となり、2016年4月に義務教育学校・品川区立日野学園となる。
- 原小学校
  - 2007年4月に伊藤中学校と一体化し小中一貫校伊藤学園となり、2016年4月に義務教育学校・品川区立伊藤学園となる。
- 品川小学校
  - 2011年4月に城南中学校と一体化し小中一貫校品川学園となり、2016年4月に義務教育学校・品川区立品川学園となる。
- 八潮北小学校・八潮小学校・八潮南小学校
  - 2008年4月に統合され八潮学園小学校となる。
- 八潮学園小学校
  - 2008年4月に八潮学園中学校と一体化し小中一貫校八潮学園となり、2016年4月に義務教育学校・品川区立八潮学園となる。
- 平塚小学校
  - 2010年4月に荏原平塚中学校と一体化し小中一貫校荏原平塚学園となり、2016年4月に義務教育学校・品川区立荏原平塚学園となる。
- 杜松小学校・大間窪小学校
  - 2013年4月に統合され豊葉の杜小学校となる。
- 豊葉の杜小学校
  - 2013年4月に豊葉の杜中学校と一体化し小中一貫校豊葉の杜学園となり、2016年4月に義務教育学校・品川区立豊葉の杜学園となる。

## 交通

### 鉄道
延べ40の鉄道駅が区内にあり。大井町駅や五反田駅、目黒駅はターミナル駅になっている。なお区名と同じ品川駅は港区に所在する。

#### 鉄道路線
山手線の南端部が通るほか、東京都心と大田区（羽田空港を含む）、神奈川県を結ぶ複数の鉄道路線が南北を縦貫する。
東日本旅客鉄道（JR東日本）
 山手線
- - 大崎駅 - 五反田駅 - 目黒駅 -

 京浜東北線
- - 大井町駅 -

 埼京線
- 大崎駅 -

 横須賀線
- - 西大井駅 -

 湘南新宿ライン
- - 大崎駅 - 西大井駅 -

 相鉄線直通列車
- - 大崎駅 - 西大井駅 -
- 区内を東海道線が通っているが、駅はない。

日本貨物鉄道（JR貨物）
■ 東京貨物ターミナル駅
貨物駅としては日本国内最大の面積を持つ。また、旅客列車発着の設定はないがJR東日本の旅客駅扱いにもなっている。
東海旅客鉄道（JR東海）
- 東海道新幹線：区内を通るが駅はない。

東急電鉄
 目黒線
- 目黒駅 - 不動前駅 - 武蔵小山駅 - 西小山駅 -

 大井町線
- 大井町駅 - 下神明駅 - 戸越公園駅 - 中延駅 - 荏原町駅 - 旗の台駅 -

 池上線
- 五反田駅 - 大崎広小路駅 - 戸越銀座駅 - 荏原中延駅 - 旗の台駅 -

東京臨海高速鉄道 (TWR)
 りんかい線
- - 天王洲アイル駅 - 品川シーサイド駅 - 大井町駅 - 大崎駅

東京モノレール
 東京モノレール羽田空港線
- - 天王洲アイル駅 - 大井競馬場前駅 -

京浜急行電鉄 (京急)
 本線
- - 北品川駅 - 新馬場駅 - 青物横丁駅 - 鮫洲駅 - 立会川駅 - 大森海岸駅 -

東京地下鉄（東京メトロ）
 南北線
- 目黒駅 -

東京都交通局（都営地下鉄）
 都営三田線
- 目黒駅 -

 都営浅草線
- - 五反田駅 - 戸越駅 - 中延駅 -

### バス
路線バスが60系統以上走っているほか、2022年3月にコミュニティバス「しなバス」の試験運行が西大井駅前－大森駅前で始まった。

#### 路線バス
- 都営バス：区内に品川営業所がある。以前は目黒駅前に目黒営業所→支所→分駐所も所在した。
- 京浜急行バス
- 東急バス：区内に荏原営業所がある。

### 道路

#### 高速道路
- 首都高速道路
  - 首都高速1号羽田線
  - 首都高速2号目黒線
  - 首都高速湾岸線
  - 首都高速中央環状線

#### 国道
- 国道1号
- 国道15号
- 国道357号

#### 都道
- 東京都道2号東京丸子横浜線（中原街道）
- 東京都道312号白金台町等々力線（目黒通り）
- 東京都道317号環状六号線（山手通り）
- 東京都道318号環状七号線（環七通り）
- 東京都道418号北品川四谷線
- 東京都道420号鮫洲大山線（26号線通り）
- 東京都道421号東品川下丸子線（池上通り）
- 東京都道480号品川埠頭線

### 航路

#### 港湾
- 東京港

#### 船舶
- ジール：五反田リバーステーション - 天王洲アイル（東品川二丁目防災桟橋）[34]

### ナンバープレート
品川区は東京運輸支局本庁舎の管轄エリアで、品川ナンバーを交付される。

## 観光
品川区内には、東海七福神と荏原七福神の2つの七福神めぐりのコースがある。

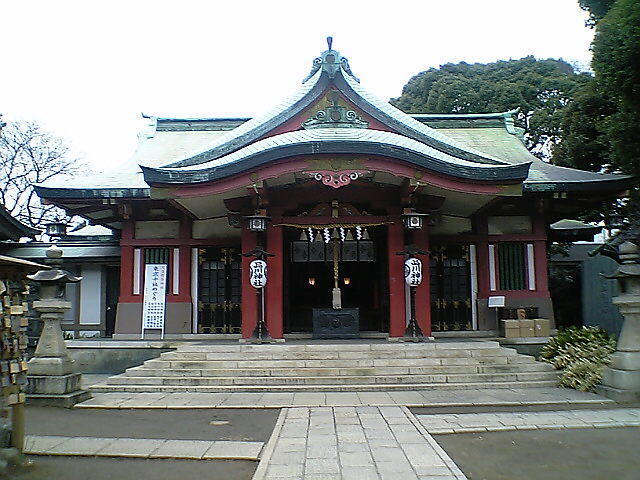
品川神社

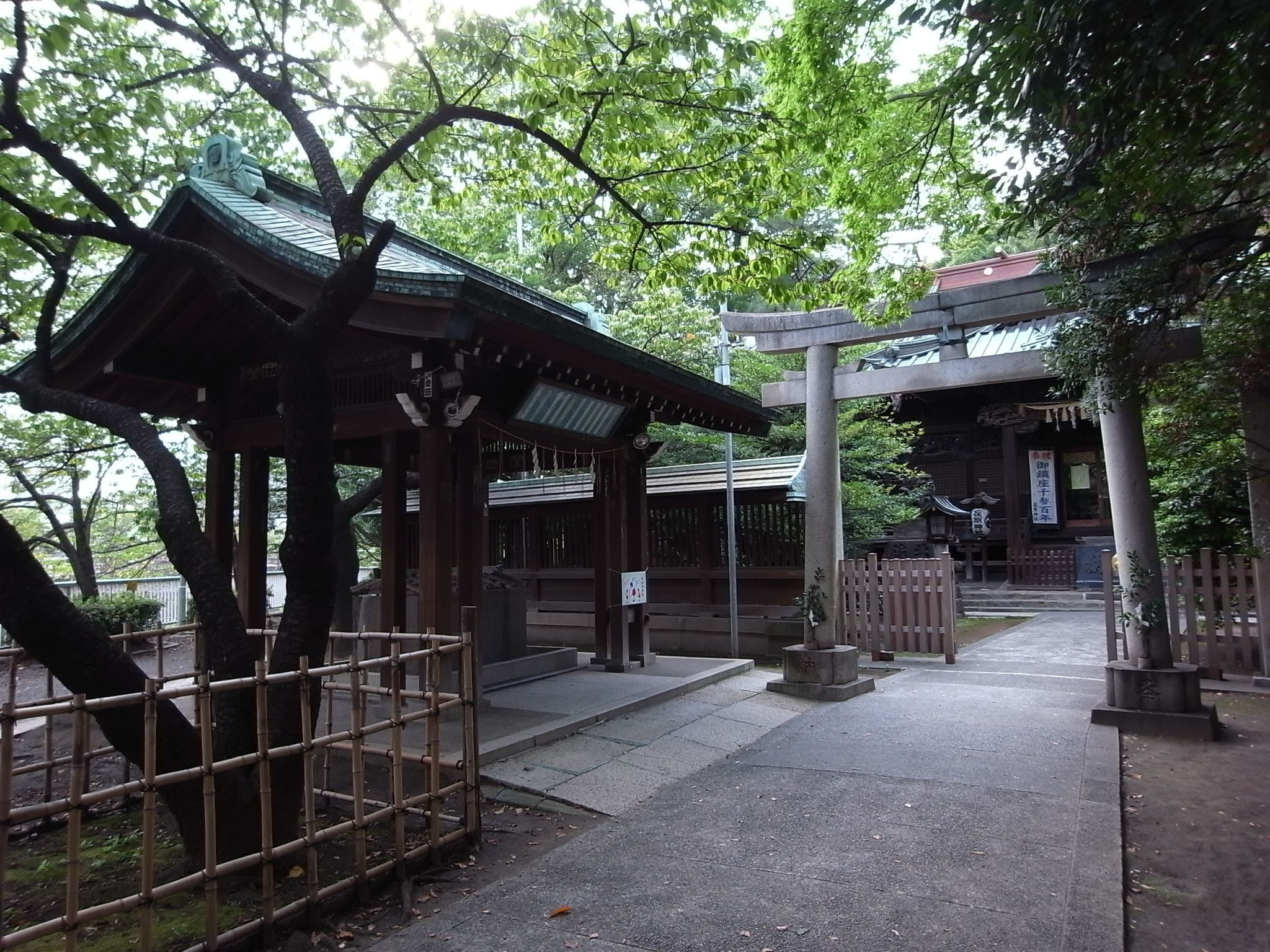
荏原神社

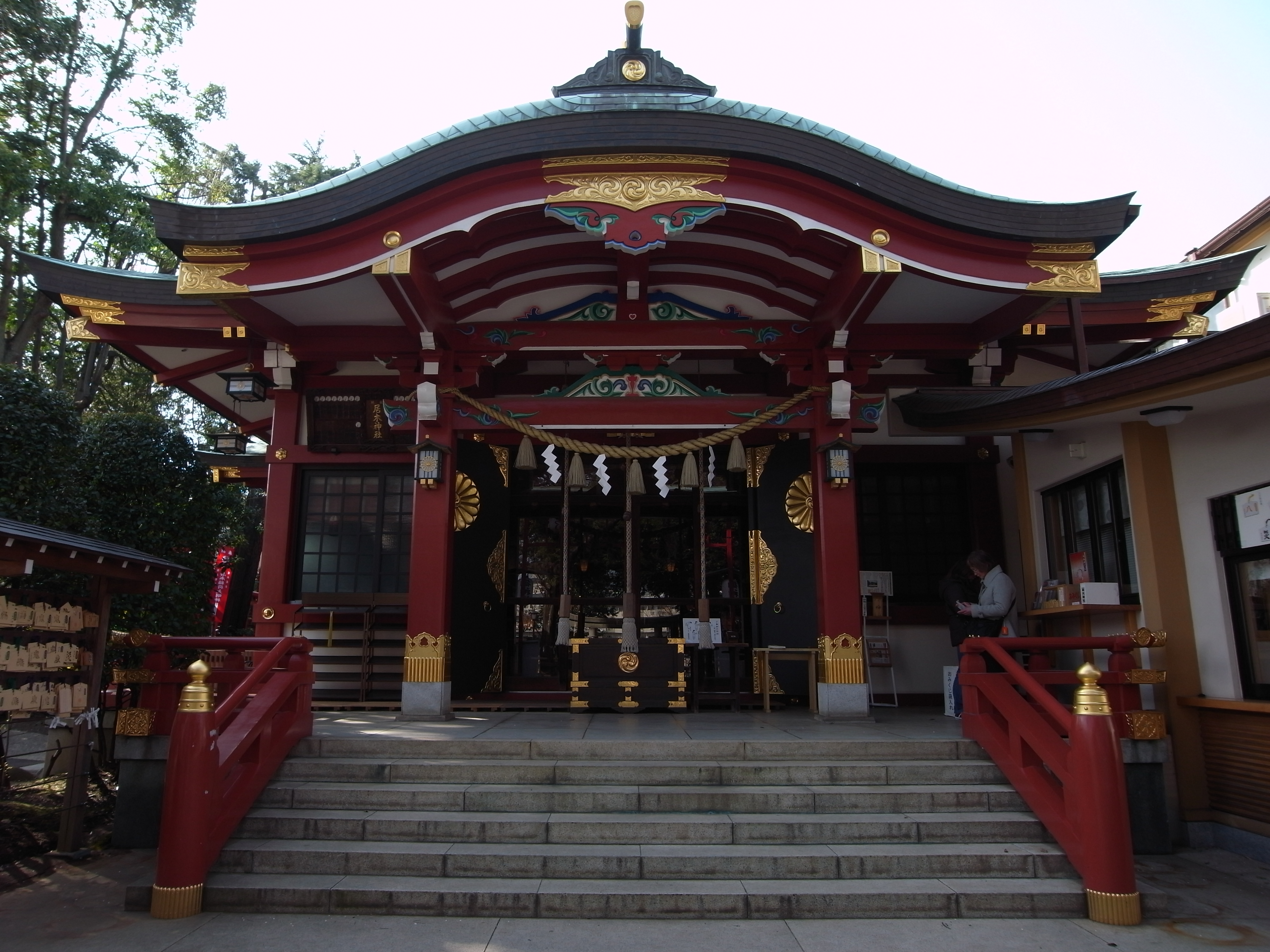
居木神社

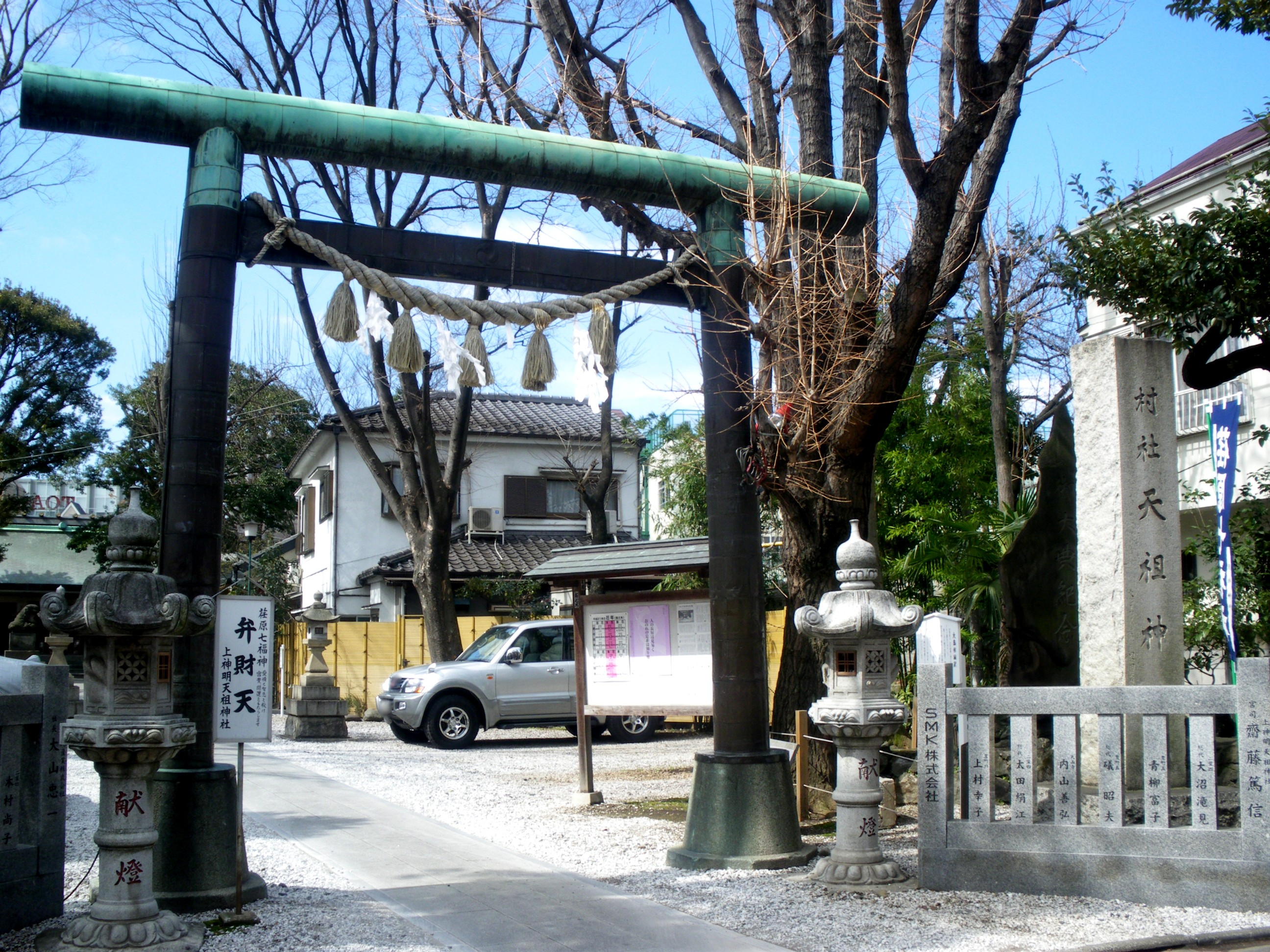
蛇窪神社

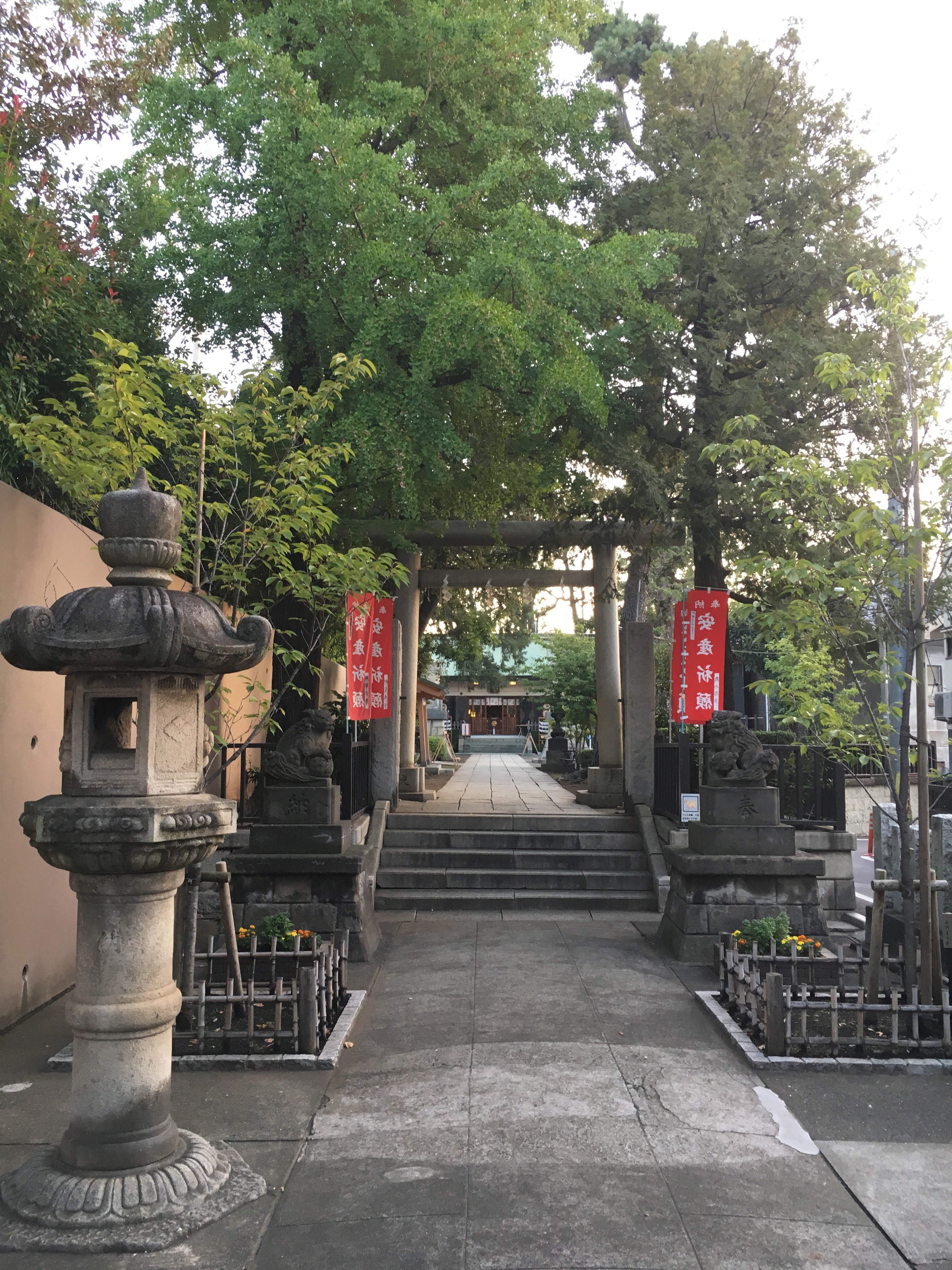
下神明天祖神社

### 名所・旧跡
神社
- 品川神社

東海七福神：大黒天
准勅祭社、東京十社、郷社
- 荏原神社

東海七福神：恵比須
准勅祭社、郷社
- 天祖・諏訪神社

東海七福神：福禄寿
- 磐井神社

東海七福神：弁財天
- 大井蔵王権現神社

荏原七福神：福禄寿
- 蛇窪神社

荏原七福神：弁財天
- 小山八幡神社

荏原七福神：大黒天
- 下神明天祖神社
- 貴船神社 (品川区)
- 雉子神社
- 氷川神社 (品川区)
- 居木神社
- 鹿嶋神社 (品川区)
- 鮫洲八幡神社
- 旗岡八幡神社
- 戸越八幡神社
- 三谷八幡神社
- 荏原金刀比羅神社

寺院
区内各地に寺院があり、特に旧東海道付近に多く見られる。
- 養願寺
  - 東海七福神：布袋
- 一心寺 (品川区)
  - 東海七福神：寿老人
- 品川寺 (「品川」は"ホンセン"と読む)
  - 東海七福神：毘沙門天
  - 江戸六地蔵第一番
- 東光寺 (品川区) - 戦没の動物供養塔・東司（トイレ）の守護神
  - 荏原七福神：毘沙門天
- 養玉院
  - 荏原七福神：布袋
- 法蓮寺
  - 荏原七福神：恵比寿
- 摩耶寺
  - 荏原七福神: 寿老人
- 正信寺
- 清光寺
- 蓮長寺
- 大経寺
- 安養院
- 行慶寺
- 正徳寺
- 東海寺

上大崎の寺院群は芝増上寺下屋敷に由来し、幕末の江戸の七大荼毘所（火葬場）の一つである。
主な史跡
- 洗足田園都市（小山七丁目）
- 伊藤博文の墓（西大井）[36]
- 板垣退助の墓（品川神社内）
- 山内豊信（山内容堂）墓（東大井四丁目大井公園内）
- 岩倉具視の墓（海晏寺内）[37]
- 沢庵宗彭の墓（東海寺内）
- 賀茂真淵の墓（東海寺内）
- 清泉女子大学（旧島津公爵邸、島津山）
- ねむの木の庭公園（旧正田邸、池田山）
- 鈴ヶ森刑場跡
- 大森貝塚…大森は大田区の地名であるが、発掘調査が行われた地点は品川区内にあった[38]。
- 品川砲台跡（幕末期に現在の立会川駅の東側の当時の海岸を埋め立てて設けられた砲台、北緯35度35分51秒 東経139度44分26秒 / 北緯35.59750度 東経139.74056度

### 観光スポット
レジャー
- 大井競馬場

公園
- 潮風公園
- 林試の森公園
- 大井ふ頭中央海浜公園
- みなとが丘ふ頭公園
- 京浜運河緑道公園
- 大井ふ頭緑道公園
- 東八潮緑道公園
- 品川南ふ頭公園
- 八潮北公園
- 戸越公園
- 神明児童遊園
- 東八ツ山公園

- 池田山公園

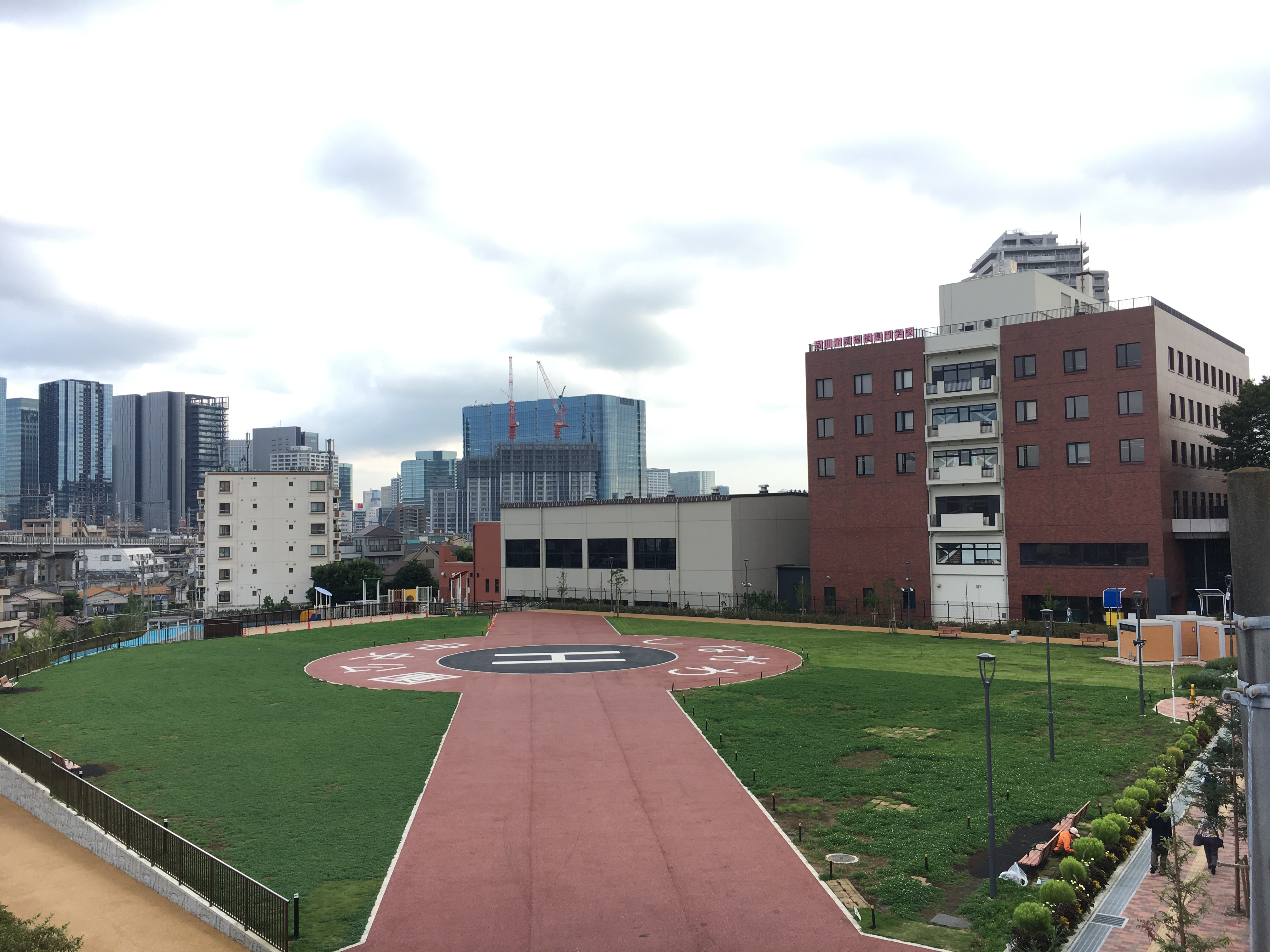
しながわ中央公園

- ねむの木の庭（上皇后美智子の生家である正田邸の跡地）
- しながわ区民公園(公園内にしながわ水族館がある)
- しながわ中央公園
- 子供の森公園

## 文化・名物

### 祭事・催事
- 七福神巡り（東海七福神、荏原七福神）- 1月
- 西恋山イルミネーション（西小山）- 2月 - 3月
- なかのぶJAZZフェスティバル（中延）- 3月
- 五反田桜まつり（五反田駅周辺）- 4月
- しながわ運河まつり・花火大会（天王洲）- 春と秋
- みんなの五反田フェスティバル（旧「ゴタフェス」／五反田駅東口 ロータリー）[39]
- 品川納涼祭（西大井）- 8月
- 大井どんたく夏祭り（大井町駅）- 8月下旬の土・日
- 目黒のさんま祭り - 9月中旬
- 中延よさこい祭り（ふるさと祭り）- 9月中旬
- しながわ宿場まつり（北品川・新馬場・青物横丁）- 9月下旬
- しながわ・おおた水辺の観光フェスタ -9月末
  - 東品川海上公園花火大会
  - 八潮かもめ橋ナイアガラ花火大会
- しながわ夢さん橋（大崎） - 10月[40]
- 品川区民芸術祭（きゅりあん 他）- 9月 - 11月
- 天妙国寺 お会式（青物横丁）- 10月
- えばら観光フェア 西小山物語 - 10月下旬
- ハロウィン（大井・戸越銀座）- 10月
- 目黒川みんなのイルミネーション - 11月 - 1月[注釈 3]
- 例祭

例祭・例大祭・大祭などで呼ばれる祭りで、神輿の練り歩きが行われ、各地で見物できる
| No. | 名称                                      | 最寄り             | 日時                  |
| --- | ----------------------------------------- | ------------------ | --------------------- |
| 1   | 千躰荒神大祭/秋（海雲寺）                 | 新馬場駅・北品川駅 | 3月27・28日           |
| 2   | 虚空蔵尊春の大祭（養願寺）                | 青物横丁駅         | 4月13日に近い土・日   |
| 3   | 袖ヶ崎神社例大祭                          | 高輪台駅           | 5月第4土・日          |
| 4   | 貴船神社例大祭                            | 下神明駅・大崎駅   | 6月初旬               |
| 5   | 品川神社例大祭（北の天王祭）              | 新馬場駅           | 6月初旬の金～日       |
| 6   | 荏原神社例大祭(南の天王祭・かっぱ祭)      | 新馬場駅           | 6月初旬の金～日       |
| 7   | 天祖諏訪神社例大祭                        | 立会川駅           | 8月第1金～日曜        |
| 8   | 鮫洲八幡神社例大祭                        | 鮫洲駅             | 8月中旬の金～日       |
| 9   | 居木神社例大祭                            | 大崎駅             | 8月第3金～日          |
| 10  | 小山八幡神社・三谷八幡神社 （小山両社祭） | 武蔵小山駅         | 9月6・7日に近い土・日 |
| 11  | 戸越八幡神社例大祭                        | 戸越銀座駅         | 9月第2土・日          |
| 12  | 旗岡八幡神社例大祭                        | 旗の台駅           | 9月第2土・日          |
| 13  | 氷川神社 (品川区)例大祭                   | 不動前駅           | 9月13日に近い金～日   |
| 14  | 下神明天祖神社例大祭                      | 下神明駅・大井町駅 | 9月16日に近い土・日   |
| 15  | 蛇窪神社例大祭                            | 戸越公園駅・中延駅 | 9月16日に近い土・日   |
| 16  | 雉子神社例大祭                            | 五反田駅           | 10月第1土・日         |
| 17  | 誕生八幡神社例大祭                        | 目黒駅             | 10月10日に近い土・日  |
| 18  | 鹿嶋神社例大祭                            | 大森駅             | 10月第3土・日         |
| 19  | 虚空蔵尊秋の大祭（養願寺）                | 青物横丁駅         | 11月13日に近い土・日  |
| 20  | 千躰荒神大祭/秋（海雲寺）                 | 新馬場駅・北品川駅 | 11月27・28日          |

### 名産・特産
- 品川縣ビール
  - 現在の東大井三丁目に日本人初のビール工場があったとされ[42]、2006年になって「品川縣ビール」として復刻版が登場し、街おこしに一役買っている[43]。
- 品川巻
- 屋形船
- 沢庵漬け（沢庵宗彭を開基とする東海寺が北品川にある）[44]

## 出身関連著名人
政治家
- 浮島敏男 - 元衆議院議員
- 武井雅昭 - 東京都港区長
- 山田美樹 - 政治家、通産官僚

経済
- 小原鐵五郎　-　城南信用金庫・信金中央金庫・全国信用金庫協会 元理事長・会長
- 石津進也 - 旭硝子元社長・会長・取締役会議長
- 数原洋二 - 三菱鉛筆名誉会長、元社長・会長
- 松井清人 - 文藝春秋社元社長
- 高城幸司 - コンサルタント、著作家、株式会社セレブレイン代表取締役社長

芸能
- 林家彦六（落語家、旧:下荏原郡品川町）
- 古今亭志ん輔（落語家）
- 桂宮治（落語家）
- 三笑亭茶楽（落語家）
- 黒澤明（映画監督）
- 安田公義（映画監督）
- 獅子てんや（漫才）
- 藤木悠（俳優）
- 石橋蓮司（俳優）
- 真田広之（俳優）
- 遠藤憲一（俳優）
- 淡路恵子（女優）
- 大竹しのぶ（女優）
- 片平なぎさ（女優）
- 白川由美（女優）
- 高橋ひとみ（女優）
- 広瀬えり子（女優/モデル）
- 深水藤子（女優）
- 山田麻衣子（女優）
- 増山江威子（声優）
- 村田あつき（声優）
- 児玉良香（声優）
- 森川智之（声優）
- 神奈延年（声優）
- 石井隆夫（声優）
- 松野太紀[45]（声優）
- 真琴つばさ（元宝塚歌劇団月組トップスター）
- 風間柚乃（宝塚歌劇団月組男役）
- 郷ひろみ （歌手）
- 伊東ゆかり （歌手）
- 久米宏 （フリーアナウンサー）
- 井ノ原快彦（STARTO ENTERTAINMENT代表取締役兼タレント・歌手：20th Century）
- 島倉千代子（演歌歌手）
- 高中正義（ミュージシャン：ギタリスト、音楽プロデューサー）
- 石川よしひろ（ミュージシャン：シンガーソングライター）
- 後藤次利（ミュージシャン：ベーシスト、作曲家、編曲家、音楽プロデューサー）
- 御木惇史（ドラム奏者/打楽器奏者）
- 水野有平（作詞作曲家）
- 御木裕樹（和太鼓奏者、音楽家）
- 毒蝮三太夫（俳優/タレント）
- 菊池桃子（女優/タレント）
- 佐野光来（モデル/タレント：2005クラリオンガールグランプリ）
- 岡島彩花（タレント/レースクイーン）
- 大堀恵（アイドル：SDN48）
- Char（ミュージシャン、ギタリスト）
- 西原俊次（ミュージシャン、キーボーディスト）
- 前田知洋（プロマジシャン）
- 南道郎（俳優/漫才師）
- 前田隣（ナンセンストリオ）（コメディアン）
- 大川ひろし（アンクルベイビー）（コメディアン）
- 和田アキラ（ミュージシャン：ギタリスト、プリズム）
- sequick（DJ、作詞家、作曲家、トークボックスプレーヤー）
- 宇治正高（元イーグルス）
- 斉藤敏豪 (テレビ番組演出家)
- 戸田信子 (作曲家)
- 山本直純 (指揮者)

文化人・研究者
- 青木栄一（地理学者）
- 浅古弘（法学者）
- 岩崎英二郎（ドイツ語学者）
- 岸井大太郎（法学者）
- 三条陸（漫画原作者）
- 杉全直（洋画家）
- 高河ゆん（漫画家）
- 竹内誠（小説家）
- 野崎六助（小説家、文芸評論家）
- 結城昌治（小説家）
- 西村京太郎（小説家）
- 西川慶二（将棋棋士）
- 稲田和浩（演芸作家、落語評論家）
- 藤井省三（中国文学者）

スポーツ選手
- 松平康隆 - 日本バレーボール協会名誉顧問
- 佐藤美耶 - 元バレーボール選手
- 西沢道夫 - 元プロ野球選手
- 石川柊太 - プロ野球選手
- 三吉央起 - 野球選手
- 八木沼純子 - スケート
- 東海稔 - 元大相撲力士（前頭）
- 澤勇智和 - 大相撲力士
- 藤井脩祐 - フルコンタクト空手選手・極真拳武会所属
- 藤井将貴 - フルコンタクト空手選手・極真拳武会所属
- 聖菜 - プロレスラー・元アイスリボン所属
- 里歩 - プロレスラー・我闘雲舞所属
- 江畑佳代子 - プロボクサー

アナウンサー
- 河出奈都美 - 日本テレビ
- 杉上佐智枝 - 日本テレビ エグゼクティブアナウンサー
- 滝沢雄一 - 元秋田テレビ
- 武内絵美 - テレビ朝日
- 須田哲夫 - 元フジテレビ ゼネラルアナウンサー
- 中村光宏 - フジテレビ
- 菅佐原隆幸 - 福島中央テレビ
- 森武史 - 元読売テレビ
- 石川小百合 - フリーアナウンサー、元テレビ静岡
- 深川仁志 - NHK
- 高橋真麻 - 元フジテレビ
- 徳増ないる - 静岡第一テレビアナウンサー
- 馬野雅行 - 毎日放送アナウンサー
- 吉崎典子 - 元フジテレビ
- 新行市佳 - ニッポン放送アナウンサー
- 小林雅美 - フリーアナウンサー、気象予報士

その他
- 瀧島未香 - フィットネスインストラクター
- 笠原将弘 - 料理人
- 笠原章弘 - 鍼灸師、整体師、作家
- 矢作芳人 - 調教師

## 品川区を舞台とした作品
- ゴジラシリーズ
  - ゴジラ（1954年）
  - ゴジラ（1984年）
  - ゴジラvsデストロイア（1995年）
  - ゴジラ×メカゴジラ（2002年）
  - ゴジラ×モスラ×メカゴジラ 東京SOS（2003年）
  - シン・ゴジラ（2016年）
- 深夜にようこそ（1986年） - 千葉真一主演によるテレビドラマで西大井が舞台。
- 日本沈没 - 小松左京による1973年のSF小説、およびその映画化作品。
- 浮浪雲 - ジョージ秋山によって1973年から連載中の漫画、およびそのテレビドラマ化作品。
- ガメラ 大怪獣空中決戦（1995年）
- 幕末太陽傳（1957年） - 幕末の品川宿が舞台。
- ピカ☆ンチシリーズ - 八潮団地をモデルにした「品川区八塩団地」が舞台。
  - ピカ☆ンチ LIFE IS HARDだけどHAPPY（2002年）
  - ピカ☆☆ンチ LIFE IS HARDだからHAPPY（2004年）
  - ピカ☆★☆ンチ LIFE IS HARD たぶんHAPPY（2014年）
- 品川猿（2005年） - 村上春樹による短編小説。品川区役所が重要な舞台として登場する。
- ラッキーセブン（2012年） - 松本潤主演によるテレビドラマで北品川が舞台（ロケ地は東大井）。
- 時代屋の女房 - 村松友視によって1982年に発表され直木賞にも輝いた同名小説と、1983年と1985年に発表されたその映画化作品。
- GANTZ - 佐藤信介監督渡辺雄介脚本によって2011年に発表された同名漫画のSF映画化作品。主人公が命を落とすシーンで、りんかい線大井町駅が撮影現場として利用された。
- 全日本女子プロレス - 品川公会堂（現きゅりあん）大井町駅前広場にて1968年6月4日に旗揚げ大会が行われた。